# Лауреаты Государственной премии СССР в области науки и техники (1976—1980)
Список лауреатов Государственной премии СССР в области науки и техники в период с 1976 по 1980 год.

## 1976

### В области науки
1. Артемьев, Александр Николаевич, Корсунский, Израиль Лазаревич, мл. н. с.; Каган, Юрий Моисеевич, ч.-к. АН СССР, Скляревский, Вадим Валентинович, нач. лабораторий; Войтовецкий, Виктор Константинович, нач. отдела; Афанасьев, Александр Михайлович, Смирнов, Геннадий Викторович, ст. н. с.; Патин, Юрий Фёдорович, нач. групп, сотрудники ИАЭ имени И. В. Курчатова, — за цикл работ по предсказанию, обнаружению и исследованию эффекта подавления ядерных реакций в совершенном кристаллах
2. Джиоев, Рослан Иванович, Дьяконов, Михаил Игоревич, Екимов, Алексей Иванович, мл. н. с.; Захарченя, Борис Петрович, зав. лабораторией; Перель, Владимир Иделевич, Сафаров, Вячеслав Иванович, Флейшер, Владимир Григорьевич, ст. н. с. ФТИАН имени А. Ф. Иоффе, — за цикл работ «Обнаружение и исследование новых явлений, связанных с оптической ориентацией спинов электронов и ядер в полупроводниках» (1970—1974)
3. Соколов Арсений Александрович, Тернов, Игорь Михайлович, зав. кафедрами МГУ имени М. В. Ломоносова, — за цикл работ по самополяризации спинов ультрарелятивистских электронов и позитронов, обусловленной квантовыми флуктуациями синхротронного излучения
4. Фёдоров, Фёдор Иванович, зав. лабораторией Института физики АН БССР, — за цикл работ «Теория оптических свойств анизотропных сред» (1952—1974)
5. Аносов, Дмитрий Викторович, ст. н. с. МИАН имени В. А. Стеклова, — за монографию «Геодезические потоки на замкнутых римановых многообразиях отрицательной кривизны» (1967)
6. Образцов, Иван Филиппович, зав. кафедрой, Онанов, Герман Георгиевич, доцент МАИ имени С. Орджоникидзе, — за монографию «Строительная механика скошенных тонкостенных систем» (1973)
7. Легасов, Валерий Алексеевич, руководитель работы, Серик, Виталий Фёдорович, Нисневич, Яков Аронович, нач. лабораторий; Климов, Владимир Дмитриевич, зам. нач. лаборатории, Чайванов, Борис Борисович, Исаев, Игорь Фёдорович, нач. групп, Соколов, Владимир Борисович, мл. н. с., Крайнов, Алексей Иванович, слесарь-механик, Гнездов, Виктор Иосифович, ст. н. с., работники ИАЭ имени И. В. Курчатова; Буслаев, Юрий Александрович, ч.-к. АН СССР, зав. лабораторией ИОНХАН имени Н. С. Курнакова; Гусев, Юрий Константинович, мл. н. с. РИАН имени В. Г. Хлопина; Кирин, Иван Семёнович, — за синтез и исследование физико-химических свойств соединений благородных газов
8. Петровская, Нина Васильевна, зам. зав. отделом ИГРМПМГАН, — за монографию «Самородное золото» (1973)
9. Бреховских, Леонид Максимович, руководитель работы, нач. отдела; Андреева, Ирина Борисовна, Агеева, Надежда Сергеевна, Швачко, Рэмир Фёдорович, нач. секторов; Житковский, Юрий Юрьевич, Чупров, Сергей Дмитриевич, зам. нач. секторов; Лысанов, Юрий Павлович, Воловов, Владимир Иванович, Фурдуев, Александр Вадимович, ст. н. с., работники АИАН, — за монографию «Акустика океана» (1974)
10. Тронько, Пётр Тимофеевич, руководитель работы, зам. Председателя СМ УССР, Слабеев, Игорь Семёнович, зав. отделом Института истории АН УССР, Касименко, Александр Карпович, Компаниец, Иван Иванович, — за 26-томную работу «История городов и сёл Украинской ССР» (1967—1974)

### В области техники
1. Поляков, Зорислав Николаевич, руководитель работы, ген. директор, Кондратьев, Юрий Николаевич, зав. лабораторией, Поляков, Аркадий Васильевич (инженер), зав. отделом Охтинского НПО «Пластополимер»; Вольтер, Болеслав Владимирович, зав. отделом, Софиев, Александр Эльхананович, зав. лабораторией ГВЦНИИКА; Ромашевский, Владимир Борисович, зам. гл. конструктора УЗХМ имени 50-летия СССР; Леонтьев, Герман Никифорович, нач. производства ПО «Полимир» имени 50-летия БССР; Смирнов, Борис Емельянович, гл. конструктор проекта ЛНИКИХМ; Носачёв, Пётр Михайлович, бригадир Сумского ЗТКС; Ретч, Манфред , ч.-к. АН ГДР, руководитель отдела, Нитче, Райнхардт , нач. отдела, народного предприятия «Лойна-верке» имени В. Ульбрихта; Хемме, Хельмут , нач. отдела народного предприятия «Германия», — за разработку высокопроизводительного процесса, оборудования и системы автоматизации производства полиэтилена высокого давления и создание промышленной технологической линии единичной мощности 50 тыс. тонн в год (Полимир-50)
2. Бондарчук, Павел Константинович, гл. геолог, Погребняк, Михаил Митрофанович, управляющий, Шеходанов, Василий Александрович, бывший гл. геолог работники Удмуртского треста разведочного бурения; Любишев, Василий Александрович, нач., Кельзи, Кира Евгеньевна, бывший ст. геолог Удмуртской ГФЭ; Тарасов, Владислав Васильевич, гл. геолог Игринской НРЭ; Нечитайло, Сергей Кириллович — за ускоренную разведку нефтяных месторождений Удмуртской АССР
3. Балзарявичюс, Повилас Юозапович, директор, Юшкаускас, Юозас Антанович, зав. отделом Литовского НИИГМ; Андреев, Николай Гаврилович, академик ВАСХНИЛ, зав. кафедрой МСХА имени К. А. Тимирязева; Будвитис, Антанас Йокубо, директор, Каджюлис, Леонас Юозович, зав. отделом, Лукошевичюс, Йонас Йозо, зав. сектором Вокеского филиала, работники Литовского НИИЗ; Валушис, Витольдас Юргевич, Петрушевичюс, Викторас Йоно, зав. секторами Литовского НИИМЭСХ; Ионушас, Альгирдас Йозович, директор совхоза «Рамбинас»; Кебурис, Альгимантас Игно, гл. инженер республиканского института по проектированию водного хозяйства; Маразас, Винцас-Пятрас Викторович, председатель колхоза «Жельсвяле»; Мейлус, Пранас Йоно, директор Байсогальского экспериментального хозяйства Литовского НИИЖ, — за разработку и внедрение прогрессивной технологии окультуривания земель и их интенсивного использования под культурные сенокосы и пастбища
4. Болтинский, Василий Николаевич, руководитель работы, академик ВАСХНИЛ, бывший зав. кафедрой МИИСХП имени В. П. Горячкина; Поляк, Александр Яковлевич, Дегтярёв, Виктор Андреевич, руководители лабораторий, Щупак, Айзик Давидович, зам. руководителя лаборатории, Мариненко, Анатолий Иванович, зам. руководителя отдела Северо-Кавказского филиала, работники ВНИИМСХ; Орлов, Николай Матвеевич, зав. отделом ВНИИСХМ имени В. П. Горячкина; Дронова, Наталья Фёдоровна, бывший ст. н. с. ВНИПТИМЭСХ; Шаров, Михаил Александрович, гл. конструктор ВТЗ имени Ф. Э. Дзержинского; Кашуба, Борис Павлович, гл. конструктор ХТЗ имени С. Орджоникидзе; Ксеневич, Иван Павлович, ген. конструктор МТЗ имени В. И. Ленина, Любашин, Геннадий Яковлевич, гл. инженер отдела Кубанского НИИ по испытанию тракторов и с/х машин, — за разработку научных основ повышения рабочих скоростей машинно-тракторных агрегатов
5. Сербиненко, Фёдор Андреевич, зам. директора НИИНХ имени Н. Н. Бурденко АМН СССР, — за разработку и внедрение в клиническую практику эндоваскулярной хирургии сосудов головного мозга
6. Акулин, Евгений Александрович, зам. нач. производства, Жедь, Юрий Михайлович, гл. конструктор, Бондарев, Виктор Петрович, гл. инженер, Аслибекян, Феликс Суренович, зам. гл. технолога, Герасин, Константин Андреевич, нач. КБ, Болотин, Аврам Иосифович, Итин, Артур Маркович, нач. бюро, Поздеев, Иван Владимирович, нач. цеха, Карасёв, Василий Григорьевич, Уваров, Михаил Иванович, зам. нач. цехов, Ляпин, Николай Михайлович, слесарь, работники МССЗ «Красный пролетарий» имени А. И. Ефремова; Бушуев, Александр Фёдорович, гл. механик Горьковского ЗКС, — за разработку, освоение серийного производства и широкое внедрение в народное хозяйство СССР токарных многошпиндельных вертикальных полуавтоматов моделей 1К282 и 1283
7. Боков, Владимир Михайлович, бывший нач. КБ, Верник, Александр Борисович, гл. инженер, Тыртов, Анатолий Сергеевич, зам. гл. конструктора ЭТМ; Вострухов, Константин Михайлович, гл. инженер проекта НИПКТИТС; Акатов, Анатолий Иванович, зав. группой, Маскилейсон, Анатолий Моисеевич, Сумской, Сергей Николаевич, зав. отделами ВНИПКИММ; Осипенко, Павел Ефимович, директор, Розен, Александр Семёнович, нач. цеха, Сергеев, Владислав Дмитриевич, ст. вальцовщик Таганрогского ГМЗ; Крупман, Юрий Григорьевич, нач. отдела УГИПМЗ, — за создание непрерывного агрегата для производства сварных труб со скоростью выхода 1 200 м/мин (превышающей в 2 раза достигнутую на существующих станах)
8. Макаров, Виктор Матвеевич, директор, Зиселман, Борис Георгиевич, гл. конструктор, Глобин, Николай Кириллович, гл. инженер, Моспан, Николай Ильич, зам. нач. цеха, Алексеев, Анатолий Алексеевич, бригадир котельщиков, Курамжин, Александр Валерьянович, бывший директор УЗХМ имени 50-летия СССР; Усенко, Виктор Григорьевич, директор, Королёв Евгений Михайлович, зав. отделом Иркутского НИКИХМ; Литвиненко, Денис Ануфриевич, зав. лабораторией ЦНИИЧМ имени И. П. Бардина; Розенберг, Овшия Осипович, зав. отделом ИЭС имени Е. О. Патона АН УССР; Раевский, Георгий Владимирович — за создание многослойных рулонированных сосудов высокого давления для агрегатов большой единичной мощности и организацию их промышленного производства
9. Сериков, Иван Александрович, директор, Пучканёв, Анатолий Михайлович, гл. металлург, Семёнов, Василий Антонович, наладчик, Потейко, Анатолий Дмитриевич, бывший гл. инженер, Дудкин, Василий Васильевич, бывший слесарь-монтажник, работники Харьковского МСЗ «Серп и молот»; Рабинович, Бенедикт Веньяминович, провессор МАМИ; Снежный, Ростислав Лукьянович, директор, Нетес, Леонид Яковлевич, зав. лабораторией, Юрченко, Александр Филиппович, ведущий конструктор, Теплинский, Анатолий Давидович, гл. конструктор проекта, Шевченко, Альберт Фёдорович, зав. группой, работники НИИССЛ, — за создание высокоэффективной технологии и комплекса автоматического оборудования для получения точных ответственных заготовок литьём в облицовочные кокили и организацию на новой основе массового производства коленчатых валов тракторных двигателей СМД
10. Агамалов, Юрий Рубенович, Кнеллер, Владимир Юрьевич, ст. н. с. ИПУ; Гриневич, Феодосий Борисович, ч.-к. АН УССР, зав. отделом, Карпенко, Валентина Павловна, Новик, Анатолий Иванович, Сурду, Михаил Николаевич, ст. н. с. Института электродинамики АН УССР; Пушняк, Василий Антонович, гл. инженер, Будницкая, Елена Абрамовна, нач. лаборатории, Лукашук, Григорий Григорьевич, Смоляр, Юрий Антонович, Фещенко, Николай Александрович, ведущие инженеры, Серик, Анатолий Михайлович, бригадир-наладчик Киевского завода «Точэлектроприбор» имени Комсомола Украины, — за разработку теоретических основ и принципов построения автоматических измерителей комплексных электррческих величин, создание на этой базе и внедрение в серийное производство цифровых автоматических мостов переменного тока
11. Зеленский, Борис Васильевич, зам. гл. инженера, Фотов, Александр Андреевич, гл. инженер, Столетний, Марат Фёдорович, Лоц, Юрий Брониславович, нач. лабораторий, Серебряков, Виктор Александрович, нач. цеха, Миронов, Юрий Георгиевич, зам. нач. отдела ПНТЗ; Пугачёв, Владимир Семёнович, ч.-к. АН СССР, Райбман, Наум Самойлович, зав. лабораториями, Исайкина, Любовь Фроловна, зав. группой, Чадеев, Валентин Маркович, ст. н. с. ИПУ; Руруа, Андрей Аполлонович, зав. отделом Руставкого ПКИ «Автоматпром», — за создание и промышленное освоенире адаптивной системы с идентифиуатором («АСИ») для управления технологическим процессом горячей прокатки труб
12. Веселаго, Виктор Георгиевич, зав. сектором, Максимов, Леонид Павлович, нач. установки, сотрудники ФИАН имени П. Н. Лебедева; Клявин, Павел Павлович, ст. инженер, Рождественский, Борис Васильевич, Чураков, Гелий Фёдорович, нач. отделов, Фёдоров, Виталий Данилович, нач. лаборатории, сотрудники НИИЭФА имени Д. В. Ефремова; Агуреев, Владимир Никитович, Проневич, Валерий Борисович, ст. инженеры, Черемных, Пётр Андреевич, ст. н. с. ИАЭ имени И. В. Курчатова; Комар, Евгений Григорьевич, Самойлов, Борис Николаевич — за создание комплекса систем для генерации стационарных сверхсильных магнитных полей с индукцией до 25 тесла (250 кгс)
13. Гришмановский, Виктор Александрович, Столпянский Михаил Петрович, ведущие конструкторы, Иванов, Владимир Петрович, нач. отдела, Мисежников, Георгий Соломонович, ст. н. с., Черенков, Владимир Дмитриевич, нач. лаборатории, Карлов, Николай Васильевич, Маненков, Александр Алексеевич, зав. секторами, сотрудники СКБ ФИАН имени П. Н. Лебедева; Корниенко, Леонид Сергеевич, зам. директора, Зверев, Георгий Митрофанович, ст. н. с. НИИЯФ МГУ имени М. В. Ломоносова; Штейншлейгер, Вольф Бенционович, профессор МИЭМС; Францессон, Андрей Владимирович, зав. лабораторией, Жаботинский, Марк Ефремович, зав. отделом ИРТЭАН, — за разработку гаммы высокочувствительных квантовых усилителей и их внедрение в системы дальней космической связи и радиоастрономию
14. Тихонов, Андрей Николаевич, декан факультета, Бахрах, Лев Давидович, профессор, ч.-к. АН СССР, руководители работы; Свешников, Алексей Георгиевич, зав. кафедрой, Кременецкий, Семён Давидович, зав. лабораторией, Новосартов, Михаил Тимофеевич, нач. лаборатории, Чечкин, Александр Витальевич, профессор, Крицкий, Сергей Васильевич, ведущий инженер, сотрудники МГУ имени М. В. Ломоносова; Дмитриев, Владимир Иванович, зам. директора, Ильинский, Анатолий Серафимович, зав. отделом, сотрудники НИВЦ МГУ имени М. В. Ломоносова; Поповкин, Василий Иванович, ректор Рязанского РТИ, — за разработку новых методов расчёта излучающих систем и использование этих методов в практике создания антенн различного назначения
15. Граф, Леонид Эдуардович, Киселёв, Андрей Тимофеевич, гл. конструктор, руководители работы; Коган, Давид Иосифович, Кушелевич, Александр Борисович, гл. конструкторы проектов СКБ НПО «Геотехника»; Бугаков, Юрий Дмитриевич, нач. управления МГ СССР; Есентаев, Уалиолла, Есентаевич, гл. инженер Центрально-Казахстанского ГТУ; Миллер, Бруно Карлович, бурильщик Джезказганской комплексной ГРЭ; Лаврешко, Виктор Иванович, нач. отдела Трудовой ГРЭ треста «Артёмгеология»; Щербаков, Николай Дмитриевич, ст. инженер Таштагольской ГРП Шалымской ГРЭ; Бандурченко, Александр Корнеевич, директор Феодосийского МЗ; Монахов, Николай Фролович, слесарь ЭЗГРОП, — за разработку и внедрение высокоэффективного гидроударного способа бурения геологоразведочных скважин
16. Соболев, Георгий Георгиевич, руководитель работы, нач. ВУВГСЧ; Балыка, Александр Александрович, пом. командира Донецкого ОВГСО; Вишневский, Леонид Денисович, гл. конструктор проекта; Козлюк, Анатолий Иванович, зам. директора; Колышенко, Михаил Васильевич, зав. лабораторией, Кухно, Виктор Иванович, ст. н. с., Краснов, Владимир Васильевич, слесарь, работники ВНИИГСД; Лотарев, Владимир Алексеевич, гл. конструктор, Цыбульский, Эдуард Петрович, конструктор, Шанькин, Иван Иванович, ведущий конструктор, Зиненко, Владимир Ильич, нач. цеха, Юрман, Юрий Михайлович, зам. нач. цеха, работники НТС, — за разработку и внедрение генераторов инертных газов типа ГИГ для локализации пожаров и предупреждения взрывов в шахтах
17. Антонов, Владимир Михайлович, Баранов, Владимир Михайлович, нач. цехов, Третьяков, Михаил Андреевич, нач. отдела, Овчинников, Геннадий Елизарович, бывший директор, Фрейдензон, Евгений Захарович, бывший гл. инженер, работники НТМЗ имени В. И. Ленина; Смирнов, Леонид Андреевич, Фофанов, Аркадий Андреевич, зав. лабораториями, Пастухов, Андрей Иванович, ст. н. с. УрНИИЧМ; Шаврин, Сергей Викторинович, зав. лабораторией ИМ УрНЦ АН СССР; Удовенко, Виктор Григорьевич, гл. инженер КМК; Торшилов, Юрий Васильевич, бывший гл. специалист МЧМ СССР; Захаров, Анатолий Фёдорович, инженер-металлург, — за разработку, освоение и внедрение на НТМК имени В. И. Ленина новой технологии выплавки ванадиевого чугуна в доменных печах большого объёма и переработки его в ванадиевый шлак и сталь кислородно-конверторным дуплекс-процессом, обеспечившей достижение высоких технико-экономических показателей
18. Грин-Гнатовский, Евгений Семёнович, гл. инженер СКБ при ГНИИЦМ; Гуськов, Вадим Александрович, Носков, Владимир Дмитриевич, Самарин, Николай Александрович, нач. цехов, Ильин, Анатолий Николаевич, гл. инженер, Кирюшкин, Борис Николаевич, Шамшурин, Владимир Аркадьевич, зам. нач. цехов, Поляков, Александр Николаевич, Потапов, Михаил Васильевич, нач. отдела, Леонтьев, Анатолий Иванович, прессовщик цеха, Шуваев, Юрий Ефимович, бывший нач. цеха Рязанского ЗПОЦМ, — за разработку и внедрение высокоэффективных технологических процессов и аппаратуры для комплексной переработки оловосодержащего сырья сложного состава с выпуском новых видов продукции на Рязанском ЗПОЦМ
19. Тришевский, Игорь Стефанович, руководитель работы, директор, Воронцов, Николай Михайлович, зам. директора, Донец, Григорий Васильевич, Мирошниченко, Владимир Иванович, зав. лабораториями УНИИМ; Герасько, Василий Григорьевич, зам. нач. цеха, Карнаухов, Леонид Григорьевич, ст. вальцовщик, Колесник, Александр Сергеевич, мастер стана, работники МЗ «Запорожсталь» имени С. Орджоникидзе; Крылов, Николай Иванович, зам. директора, Сидоркевич, Михаил Антонович, зав. отделом ВНИПКИММ; Подыминогин, Виктор Сергеевич, нач. цеха ЧМЗ; Хейфец, Григорий Рувимович, зам. гл. инженера Старокраматорского МСЗ имени С. Орджоникидзе; Лемпицкий, Виктор Викторович, нач. управления МЧМ СССР, — за разработку и создание промышленной технологии и оборудования для производства экономичных гнутых профилей проката и внедрение их в народное хозяйство
20. Друганова, Александра Борисовна, гл. инженер проекта, Попов, Олег Александрович, нач. ГПИИПИБМ; Сицкий, Александр Матвеевич, управляющий, Андриадис, Савва Григорьевич, мастер СУ № 862, Новиков, Иван Игнатьевич, ст. прораб СУ № 804, работники треста «Центродорстрой»; Залёткин, Сергей Михайлович, гл. конструктор института «Мосинжпроект»; Полосин, Анатолий Алексеевич, гл. инженер СМУ-6 Московского метростроя; Митрофанов, Юрий Михайлович, управляющий Всесоюзным трестом по строительству внеклассных и больших мостов; Грутман, Моисей Мордкович, нач., Сычёв, Павел Степанович, производитель работ, работники мостоотряда № 4; Коломин, Сергей Михайлович, зам. председателя исполкома МГСДТ; Соснов, Иван Дмитриевич, МТС СССР, — за проектирование и строительство совмещённого моста через Москву-реку в районе Нагатино и комплекса других сооружений
21. Девянин, Евгений Андреевич, Климов, Дмитрий Михайлович, Новожилов, Игорь Васильевич, Кошляков, Владимир Николаевич

- Абрамян, Арам Яковлевич, уролог
- Безбородов, Анатолий Антонович
- Бушуев, Константин Давыдович
- Вайрадян, Акоп Семёнович
- Воробьёв, Евгений Иванович, врач, проблемы биологического действия ионизирующих излучений.[1]
- Грязев, Василий Петрович, конструктор вооружения
- Доллежаль, Николай Антонович
- Емельянов, Иван Яковлевич
- Козлов, Дмитрий Ильич
- Лотарёв, Владимир Алексеевич
- Матвеев, Игорь Николаевич
- Матюхин, Николай Яковлевич
- Миронов, Арсений Дмитриевич, учёный, за успешные испытания самолёта Су-24
- Мошев, Валерий Варфоломеевич
- Непобедимый, Сергей Павлович
- Полежаев, Юрий Васильевич
- Феоктистов, Константин Петрович, космонавт
- Харламов, Сергей Анатольевич, конструктор ракетной техники
- Чазов, Евгений Иванович
- Черток, Борис Евсеевич

### За учебники
Для высших учебных заведений
1. Кириллин, Владимир Алексеевич, зав. кафедрой МЭИ, Сычёв, Вячеслав Владимирович, директор ВНИИМС, Шейндлин, Александр Ефимович, директор ИВТАН, — за учебник «Техническая термодинамика» (1974; 2-е издание)
2. Логвиненко, Николай Васильевич, зав. кафедрой ЛГУ имени А. А. Жданова, — за учебник «Петрография осадочных пород (с основами методики исследования)» (1974; 2-е издание)
3. Феодосьев, Всеволод Иванович, зав. кафедрой МВТУ имени Н. Э. Баумана, — за учебник «Сопротивление материалов» (1974; 7-е издание)

## 1977

### В области науки
1. Черенков, Павел Алексеевич, зав. лабораторией, Варфоломеев, Александр Тимофеевич, Таран, Геннадий Григорьевич, Фетисов, Владимир Николаевич, мл.н.с., Горбунов, Андрей Николаевич, зав. сектором, сотрудники ФИАН имени П. Н. Лебедева; Вацет, Пётр Иванович, нач. лаборатории, Волощук, Виталий Иосифович, ст. н. с. ФТИАН УССР; Хохлов, Юрий Кузьмич, мл. н. с. ИЯИАН; Герасимов, Серго Борисович, ст. н. с. ОИЯИ; Джибути, Реваз Ильич, ст. н. с. ИФАН Грузинской ССР; Копалеишвили, Теймураз Исакович, доктор физ.-мат. наук, зав. кафедрой ТбГУ[2], — за цикл работ по исследованию расщепления лёгких ядер γ-лучами высокой энергии методом камер Вильсона, действующих в мощных пучках электронных ускорителей
2. Мандельштам, Сергей Леонидович, руководитель работы, директор ИСАН; Житник, Игорь Александрович, кандидат физ.-мат. наук, ст. н. с.; Шурыгин, Анатолий Иванович, кандидат технических наук, ст. н. с.; Тиндо, Игорь Павлович кандидат физ.-мат. наук, мл. н. с.; Васильев, Борис Николаевич, мл. н. с. ФИАН имени П. Н. Лебедева; Гоганов, Дмитрий Алексеевич, кандидат технических наук, зав. отделом Ленинградского НПО «Буревестник», — за цикл работ по рентгеновскому излучению Солнца
3. Бесов, Олег Владимирович, ст. н. с., Никольский, Сергей Михайлович, зав. отделом МИАН имени В. А. Стеклова; Ильин, Валентин Петрович, зав. лабораторией Ленинградского отделения МИАН имени В. А. Стеклова, — за монографию «Интегральные представления функций и теоремы вложения» (1975)
4. Глушков, Виктор Михайлович, руководитель работы, директор, Деркач, Виталий Павлович, зав. отделом, Капитонова, Юлия Владимировна, зам. зав. отделом ИКАН УССР, — за цикл работ по теории дискретных преобразователей и методам автоматизации проектирования ЭВМ, нашедшим применение в действующих системах
5. Миначев, Хабиб Миначевич, руководитель работы, ч.-к. АН СССР, зам. директора, Гаранин, Вадим Иванович, Исаков, Яков Ильич, ст. н. с. ИОХАН имени Н. Д. Зелинского, — за цикл работ по научным основам создания новых цеолитных катализаторов
6. Бучаченко, Анатолий Леонидович, Лихтенштейн, Герц Ильич, Розанцев, Эдуард Григорьевич, зав. лабораториями ИХФАН; Нейман, Моисей Борисович — за создание нового класса стабильных органических радикалов и их применение в химии и молекулярной биологии
7. Сергеев, Евгений Михайлович, руководитель работы, ч.-к. АН СССР, зав. кафедрой, Герасимова, Антонина Сергеевна, Ершова, Софья Борисовна, ст. н. с., Трофимов, Виктор Титович, доцент МГУ имени М. В. Ломоносова; Баулин, Владимир Викторович, зав. отделением, Захаров, Юрий Филиппович, зав. Тюменским отделом, сотрудники ПНПИИИС; Мельников, Евгений Сергеевич, руководитель лаборатории ВНИИГИГ; Антоненко, Константин Иванович, нач. 2-го ГГУ МГ СССР; Краснинская, Антонина Максимовна, гл. геолог, Саргина, Ирина Михайловна, нач. партии ГГЭ 15-го района; Чаповский, Евгений Григорьевич, ст. гидрогеолог Пироговской партии ГГЭ № 30 — за цикл работ и специальных карт по инженерной геологии, обеспечивающих эффективное народно-хозяйственное освоение Западной Сибири
8. Корт, Владимир Григорьевич, руководитель работы, зав. лабораторией, Виноградов, Михаил Евгеньевич, зам. директора, Безруков, Пантелеймон Леонидович, ч.-к. АН СССР, Расс, Теодор Саулович, зав. отделами, Бурков, Валентин Алексеевич, ст. н. с., Лисицын, Александр Петрович, ч.-к. АН СССР, зав. сектором, Парин, Николай Васильевич, Самойленко, Владимир Семёнович, зав. лабораториями, сотрудники ИОАН имени П. П. Ширшова; Добровольский, Алексей Дмитриевич, зав. кафедрой МГУ имени М. В. Ломоносова; Удинцев, Глеб Борисович, зав. лабораторией ИФЗ имени О. Ю. Шмидта, Бруевич, Семён Владимирович — за 10-томную монографию «Тихий океан» (1966—1974)
9. Кудряшов, Борис Александрович, зав. кафедрой МГУ имени М. В. Ломоносова, — за монографию «Биологические проблемы регуляции жидкого состояния крови и её свёртывания» (1975)
10. Кнорозов, Юрий Валентинович, ст. н. с. Ленинградского отделения ИЭАН имени Н. Н. Миклухо-Маклая, — за цикл работ «Исследование письменности майя (дешифровка, перевод)» (1955—1975)
11. Алексеев, Сергей Сергеевич, зав. кафедрой СЮИ, — за цикл работ по проблемам марксистско-ленинской теории права (1966—1975)
12. Иноземцев, Николай Николаевич, директор, Мартынов, Владлен Аркадьевич, зам. директора, Дилигенский, Герман Германович, Никитин, Сергей Михайлович, зав. отделами, Милейковский, Абрам Герасимович, ч.-к. АН СССР, Кудров, Валентин Михайлович, Певзнер, Яков Хацкелевич, Энтов, Револьд Михайлович, зав. секторами, Рымалов, Виктор Владимирович, ведущий исследователь, сотрудники ИМЭМОАН, — за 2-томную монографию «Политическая экономия современного монополистического капитализма» (1975)
13. Ершов, Владимир Степанович, руководитель работы, академик ВАСХНИЛ, директор, Бессонов, Андрей Стефанович, зам. директора, Демидов, Николай Васильевич, Кузнецов, Михаил Иванович, Шумакович, Евгений Евгеньевич, Котельников, Геннадий Анисимович, Петроченко, Василий Иванович, зав. лабораториями, Цветаева, Наталия Павловна, ст. н. с., Панасюк, Дмитрий Иосифович, зав. отделом, сотрудники ВИГ имени К. И. Скрябина; Величкин, Пётр Андреевич, зав. кафедрой ВСХИЗО; Орлов, Иван Васильевич, ч.-к. ВАСХНИЛ, бывший зав. кафедрой МТИММП, — за цикл работ «Биологические основы профилактики гельминтозов сельскохозяйственных животных» (1962—1975)
14. Чернух, Алексей Михайлович, д. ч. АМН СССР, директор ИОППФ АМН СССР; Куприянов, Василий Васильевич, д. ч. АМН СССР, зав. кафедрой 2 ММИ имени Н. И. Пирогова, — за цикл работ по изучению микроциркуляции (1961—1975)

### В области техники
1. Вороненко, Михаил Степанович, ген. директор Львовского ПО имени 50-летия Октября, Жовчак, Александр Михайлович, бригадир станочников Львовского мотозавода, Захарова, Александра Филипповна, гл. технолог, Поляков, Александр Агеевич, зам. директора, Чауская, Соня Ильинична, гл. инженер, работники Тираспольской швейной фабрики имени 40-летия ВЛКСМ; Куровский, Леонид Францевич, нач. цеха Львовского завода искусственных алмазов и алмазного инструмента; Марченко, Иван Семёнович, гл. инжененр ПО «Кинескоп»; Петровский, Степан Остапович, ген. директор ПО «Электрон»; Трофимов, Василий Васильевич, нач. ОТК Львовского ПО имени В. И. Ленина; Удовиченко, Евгений Трофимович, директор ВНИИМИУС; Царюк, Николай Максимович, инженер-технолог, — за разработку научных принципов и внедрение на предприятиях Львовской области и Тираспольской швейной фабрики комплексной системы управления качеством продукции, обеспечивающей значительное повышение эффективности производства и улучшение качества изделий
2. Тарасенко, Тимофей Едокимович, ст. н. с., Прохожай, Иван Демьянович, зав. отделом Донецкой ГСХОС; Гаркавый, Прокофий Фомич, академик ВАСХНИЛ, зав. отделом, Линчевский, Анатолий Адамович, ст. н. с. ВСГИ; Неттевич, Энгель Данилович, ч.-к. ВАСХНИЛ, зав. отделом, Виноградова, Надежда Михайловна, бывший ст. н. с. НИИСХ центральных отделов Нечернозёмной зоны СССР, — за выведение и внедрение в производство сортов ярового ячменя «Донецкий-4», «Донецкий-6», «Нутанс-244», «Одесский-36», «Московский-121»
3. Иннос, Эндель Александрович, ген. директор, Шкневский, Эмиль Нисонович, гл. инженер, Пустынский, Фридрих Израилевич, гл. конструктор, Меримаа, Калью Александрович, машинист экскаватора, работники Таллинского ПО «Таллэкс»; Карев, Николай Васильевич, зав. отделом Ленинградского НПО землеройного машиностроения; Белозёров, Ареф Иванович, гл. инженер отдела ММВХ СССР; Куневичюс, Йозас-Альфредас Йозович, зам. нач. Литовского управления мелиоративного строительства; Терентьев, Алексей Михайлович, зам. нач. Ленинградского областного объединения по мелиорации земель, — за создание и освоение серийного производства высокопроизводительных экскаваторов-дреноукладчиков и широкое внедрение их в мелиоративное строительство на осушаемых землях СССР
4. Огурцов, Николай Алексеевич, нач., Мысин, Иван Поликарпович, зам. нач. ГУ по водохозяйственному строительству и строительству совхозов в Краснодарском крае; Алёшин, Евгений Павлович, зав. кафедрой, Кулиш, Александр Данилович, управляющий отделением УОХ, сотрудники Кубанского СХИ; Поляков, Юрий Николаевич, директор, Гольднер, Рувим Моисеевич, гл. инженер проекта, сотрудники Кубанского ГПНИИ «Кубаньгипроводхоз»; Кошарницкий, Станислав Алексеевич, управляющий, Саров, Борис Айдамунович, гл. инженер передвижной механизированной колонны № 4, работники треста «Краснодаргидрострой»; Левин, Пётр Андреевич, гл. инженер проекта института «Гмпроводстрой»; Присяжнюк, Василий Тимофеевич, зам. нач. ПУСХ Краснодарского крайисполкома; Майстренко, Алексей Исаевич, директор опытно-показательного совхоза «Красноармейский», — за создание крупного воднохозяйственного комплекса на Кубани, увеличившего водообеспеченность в бассейне реки и резкий рост производства риса в Краснодарском крае
5. Зацепин, Сергей Тимофеевич, руководитель отделения, Имамалиев, Айдын Саларович, зав. лабораторией ЦИТО имени Н. Н. Приорова; Трапезников, Николай Николаевич, ч.-к. АМН СССР, зам. директора Онкологического научного центра АМН СССР; Корж, Алексей Александрович, ч.-к. АМН СССР, директор Харьковского НИИОТ имени профессора М. И. Ситенко; Ткаченко, Сергей Степанович, нач. кафедры ВМА имени С. М. Кирова; Коваленко, Пётр Петрович, зав. кафедрой РГМИ; Дубров, Яков Григорьевич, консультант МОНИКИ имени М. Ф. Владимирского; Чаклин, Василий Дмитриевич, ч.-к. АМН СССР, — за экспериментальное обоснование, клиническую разработку и внедрение в практику метода пересадок крупных костных аллотрансплантатов человека
6. Георгиевский, Пётр Константинович, руководитель работы, зам. министра; Ефуни, Сергей Наумович, руководитель отдела, Лукич, Виталий Леонидович, Гиоргобиани, Теймураз Николаевич, ст. н. с. ВНИИКЭХ; Глухов, Семён Аркадьевич, ст. н. с. ВНИМП; Шулика, Валерий Петрович, гл. инженер, Лопатин, Владимир Викторович, нач. отдела, Ермолаев, Николай Евгеньевич, зам. нач. отдела, сотрудники ГСПИ; Климов, Леонид Яковлевич, зам. гл. конструктора агрегатного завода «Наука»; Иванов, Александр Яковлевич, ст. прораб СМУ-2; Шоханов, Николай Алексеевич, бригадир слесарей-монтажников МСУ-19, — за создание комплекса медицинских барокамер для ГБО
7. Романов, Владимир Фёдорович, директор, Овчинников, Анатолий Алексеевич, зам. директора, Сторчак, Геня Абрамовна, зав. лабораторией ВНИКТИПАИ; Федулаев, Виталий Павлович, нач., Мартиросов, Эдуард Богратович, зам. нач. ВПО «Союзалмазинструмент»; Хажуев, Владимир Шамилович, директор Кабардино-Балкарского ЗАИ имени Ленинского комсомола; Бирман, Зяма Моисеевич, нач. отдела Львовского ЗИААИ; Калабушкина, Нина Павловна, зам. гл. технолога Ленинградского абразивного завода «Ильич»; Понгильский, Николай Флегонтович, гл. конструктор проекта ВНИПКИММ; Нюнько, Олег Иосифович, гл. конструктор Рязанского ЗТКПО; Скиданенко, Анатолий Иванович, зам. гл. инженера Полтавского ЗИААИ имени 50-летия СССР, — за создание массового производства отечественного алмазного инструмента на базе новых научно-технических решений, обеспечивших высокие темпы развития алмазной отрасли и удовлетворение потребностей народного хозяйства
8. Гришин, Пётр Иванович, директор, Гришин, Анатолий Васильевич, гл. инженер, Эфрос, Виктор Валентинович, гл. конструктор, Шаанов, Александр Иосифович, Ерохин, Николай Георгиевич, зам. гл. конструктора, Игошин, Виктор Михайлович, гл. технолог, Ковылин, Виктор Васильевич, нач. цеха, Болтунов, Владимир Иванович, Рузин, Николай Алексеевич, бригадиры ВТЗ имени А. А. Жданова; Войтецкий, Георгий Пантелеймонович, нач. ВПО по производству тракторных и комбайновых двигателей; Маркелов, Николай Николаевич, директор, Поспелов, Дмитрий Разумникович, зав. лабораторией ГСНИТИ, — за создание конструкций ряда универсальных дизелей с воздушным охлаждением и организацию их специализированного поточно-массового производства
9. Высоцкий, Алексей Викторович, гл. инженер, Курочкин, Анатолий Петрович, гл. конструктор, Розентул, Соломон Абрамович, зав. лабораторией, сотрудники бюро взаимозаменяемости в металлообрабатывающей промышленности; Шавер, Лазарь Соломонович, гл. конструктор, Сорочкин, Борис Моисеевич, зам. гл. конструктора, работники Ленинградского ИПО; Пилипчук, Владимир Алексеевич, гл. конструктор ЧИЗ; Клеймёнов, Юрий Викторович, гл. инженер, Мануйлов, Борис Васильевич, нач. КБ МИЗ «Калибр»; Тышковский, Семён Михайлович, нач. ЦЗЛ 1-го ГПИ; Горлов, Валентин Васильевич, зам. нач. отдела Московского автозавода имени И. А. Лихачёва, — за разработку, освоение серийного выпуска и широкое внедрение в автомобильную, подшипниковую и другие отрасли промышленности оборудования для автоматического контроля размеров
10. Викторов, Владимир Андреевич, руководитель работы, бывший зав. лабораторией, Лункин, Борис Васильевич, ст. н. с., Мишенин, Виктор Иванович, зав. группой, сотрудники ИПУ; Иордан, Георгий Генрихович, директор, Курносов, Николай Михайлович, зам. директора ГНИИТЭП; Радугин, Сергей Сергеевич, бывший директор, Кияшев, Александр Иванович, гл. конструктор, Полетаев, Борис Константинович, зам. гл. конструктора, Мясников, Александр Григорьевич, нач. СКТБ, Захаркин, Евгений Николаевич, слесарь, работники Рязанского завода «Теплоприбор»; Митяшин, Игорь Петрович, зам. директора, Ульянов, Анатолий Степанович, зав. лабораторией, сотрудники НИКТИТЭП, — за разработку теоретических основ и принципов инвариантности высокочастотного радиоволнового метода измерения неэлектрических величин, создание на этой базе и внедрение в серийное производство комплекса высокочастотных приборов контроля технологических параметров
11. Степаненков, Георгий Григорьевич, ген. директор, Селибер, Борис Абелевич, гл. конструктор, руководители работы, Ткаченко, Александр Николаевич, нач. отдела, Алексеев, Юрий Александрович, ст. инженер-конструктор, Маянский, Иосиф Исаакович, нач. лаборатории ОКБ, Яковлева, Любовь Васильевна, сборщица, работники Ленинградского ПО «Вибратор»; Илюнин, Константин Константинович, бывший директор, Ефименко, Виктор Иванович, зам. гл. инженера СКБ Краснодарского ЗЭИП; Витковский, Валерий Георгиевич, директор, Меньшикова, Вера Григорьевна, сборщица Омского ЗЭТП; Орловский, Владимир Владимирович, нач. отдела Ленинградского отделения ВГПИ «Теплоэлектропроект», — за создание, освоение и широкое внедрение в системы контроля и управления сложными научными и промышленными объектами комплекса аналоговых сигнализирующих контактных приборов (АСК)
12. Мальто, Владимир Иванович, гл. инженер, Райхман, Яков Аронович, Кадомский, Игорь Александрович, Зайцев, Валентин Андреевич, нач. отделов, Свидельский, Арнольд Петрович, нач. лаборатории, работники КБТЭМ (НПО «Планар»); Погоцкий, Эдуард Иосифович, нач. цеха приборостроительного завода; Грамматин, Александр Пантелеймонович, нач. лаборатории, Рассудова, Галина Николаевна, ст. н. с. ГОИ имени С. И. Вавилова; Тряков, Эрик Николаевич, гл. специалист МЭП СССР, — за создание комплекса автоматического прецизиозного оптико-механического оборудования для микроэлектроники
13. Бондаренко, Борис Романович, зам. директора ВНИПКТИЭ; Дубина, Игорь Яковлевич, директор, Матусевич, Станислав Борисович, гл. инженер, Коновалов, Василий Васильевич, бригадир слесарей, гл, инженер работники ДЭВЗ; Кузьменко, Леонид Александрович, нач., Браташ, Виктор Александрович, гл. инженер, сотрудники СПКБ по промышленным электровозам; Потапов, Михаил Геннадьевич, зав. лабораторией ИГД имени А. А. Скочинского; Ожигов, Юрий Сергеевич, нач. управления Соколовско-Сарбайского ГОК имени В. И. Ленина; Фомин, Александр Прокопьевич, зам. гл. инженера НЭВЗ; Ищупановский, Виталий Фёдорович, нач. цеха Лебединского ГОК; Люлинцев, Сергей Васильевич, зам. нач. управления МУП СССР; Хоружий, Алексей Сергеевич, гл. инженер управления МЧМ СССР, — за создание, освоение в короткие сроки серийного производства и внедрение на ж/д транспорте открытых горных разработок унифицированного ряда высокопроизводительных тяговых агрегатов
14. Каган, Яков Михайлович, руководитель работы, директор, Лукашкин, Юрий Александрович, гл. инженер, Алеев, Иршат Шавалеевич, гл. инженер проекта, Табаков, Николай Викторович, гл. специалист отдела, работники ГИ «Гипротюменнефтегаз»; Донгарян, Шаген Саакович, зам. МНП СССР; Илясов, Борис Фёдорович, управляющий трестом «Нижневартовскдорстрой»; Парасюк, Александр Степанович, зам. нач., Крол, Матвей Маркович, бывший зам. нач. Главного Тюменского ПУ по нефтяной и газовой промышленности; Кузоваткин, Роман Иванович, нач. нефтегазодобывающего управления «Нижневартовскнефть» имени В. И. Ленина; Нежданов, Николай Павлович, бригадир комплексной СУ-44 треста «Самотлорнефтепромстрой»; Чижевский, Михаил Владимирович, гл. инженер Главтюменнефтегазстроя; Чирков, Владимир Григорьевич, нач. Главсибтрубопроводстроя, — за разработку и внедрение новых высокоэффективных научно-технических и инженерных решений освоения в короткие сроки Самотлорского нефтяного месторождения
15. Гайдай, Владимир Степанович, проходчик, Ерпылев, Виктор Михайлович, директор, Гончаров, Алексей Ильич, гл. механик, Исаков, Сергей Михайлович, нач. участка, Мельниченко, Леонтий Григорьевич, электрослесарь, Меньшиков, Геннадий Игнатьевич, машинист горных выемочных машин, Черных, Николай Георгиевич, гл. технолог, работники шахты «Нагорная», Евсеев, Василий Сергеевич, ген. директор Южнокузбасского ПО по добыче угля; Малевич, Николай Александрович, зам. директора, Петухов, Николай Николаевич, зав. отделом;, Хрунов, Николай Иванович, гл. конструктор проекта, сотрудники ЦНИПКИ проходческих машин и комплексов для угольной промышленности и подземного строительства; Тетерин, Владимир Борисович, директор Скуратовского экспериментального завода, — за создание высокоэффективных проходческих комплексов «Кузбасс», обеспечивающих высокую производительность труда проходчиков и высокие скорости проведения подготовительных выработок
16. Богданов, Александр Петрович, бывший зам. нач. цеха, Егоров, Анатолий Павлович, зам. нач. отдела ЗТМК; Татакин, Александр Николаевич, зав. лабораторией, Бондаренко, Николай Вениаминович, ст. н. с. ВНИПИАМЭП; Девяткин, Владимир Николаевич, зав. отделом ВНИПИТ; Чалабаев, Ильяс Амалбекович, нач. цеха, Драгункин, Юрий Николаевич, ст. электролизник, работники Усть-Каменогорского ТМК имени 50-летия Октябрьской революции; Кашкаров, Александр Захарович, гл. инженер; Щелконогов, Анатолий Афанасьевич, нач. цеха, работники Березниковского ТМК; Каравайный, Александр Иванович, гл. инженер Соликамского магниевого завода; Колесников, Анатолий Владимирович, нач. отдела ВОПРЛМ; Стрелец, Хаим Липович — за разработку и широкое промышленное внедрение новой высокоэффективной аппаратуры и технологии получения магния
17. Багузов, Николай Павлович, нач. управления, Спиридонов, Владимир Михайлович, зам. нач. отдела, работники Госстроя СССР; Ким, Николай Николаевич, зам. директора, Костюковский, Моисей Григорьевич, Островский, Мендель Евсеевич, Ушаков, Николай Алексеевич, руководители отделов, Васильев, Борис Фёдорович, гл. специалист отдела, Ватман, Яков Петрович, гл. архитектор проекта, Карташов, Константин Николаевич, консультант, сотрудники ЦНИПЭИПЗС; Павлов, Борис Григорьевич, зам. гл. инженера, Шувалов, Лев Кириллович, гл. конструктор отдела, работники ЦНИПИСМ; Замараев, Василий Артемьевич, инженер-строитель, — за разработку и внедрение системы унификации промышленных зданий и сооружений
18. Гоциридзе, Виктор Давидович, руководитель работы, нач., Джакели, Гайоз Акакиевич, нач. отряда, Мамулия, Ермолай Иванович, маркшейдер участка, Кожухов, Яков Матвеевич, бригадир комплексной бригады, работники отряда № 9, Циминтия, Гиви Кириллович, нач. СМП № 213 Тбилисского управления тоннельного строительства; Рижинашвили, Рафаэль Самсонович, бывший гл. инженер проекта, Гофф, Анатолий Генрихович, гл. инженер проекта ГПИ «Грузгипрогорстрой»; Тинтилозов, Зураб Константинович, зав. лабораторией, Кипиани, Шалва Якинтьевич, ст. н. с. Института географии имени Вахушти АН Грузинской ССР; Воуба, Валерий Сократович, директор комплекса Новоафонской пещеры; Окроджанашвили, Арсен Андреевич, мл. н. с., Маркозашвили, Теймураз Михайлович, инженер-архитектор, — за создание впервые в СССР уникального комплекса Новоафонской пещеры
19. Зацепилин, Александр Тихонович, гл. конструктор, Коржов, Владимир Николаевич, нач., Кондрашёв, Роберт Константинович, Смирнов, Пётр Дмитриевич, нач. бюро, Коваль, Леонид Павлович, Семьянов, Аркадий Павлович, нач. отделов, работники КТБ, Славинский, Николай Фёдорович, гл. инженер, Тепин, Андрей Иванович, бригадир слесарей-сборщиков ПТО рыбной промышленности; Мельник, Дмитрий Семёнович, слесарь-сборщик Калининградского ОМЗ; Павлов, Евгений Григорьевич, нач. управления, Паршин, Иван Антонович, нач. отдела МРХ СССР; Пилецкий, Михаил Матвеевич, бывший гл. инженер Балтийского рыбоконсервного комбината, — за разработку, серийное производство и внедрение в промышленность универсального комплекса оборудования для рыбоконсервного производства
20. Шершнев, Виктор Нилович, директор, Антонюк-Богащенко, Аркадий Евлампиевич, Голиков, Олег Иванович, нач. цехов, Иванов, Валентин Семёнович, бригадир слесарей-судомонтажников, Демченко, Олег Павлович, гл. конструктор средств автоматики, Демьянченко, Виктор Яковлевич, Фрейман, Рувим Юдович, зам. гл. конструктора проекта, Горбунов, Борис Александрович, Чуркин, Александр Васильевич, гл. конструкторы систем и устройств, работники Балтийского завода имени С. Орджоникидзе; Иванов, Алексей Никитич, слесарь-сборщик ЛЭМО «Электросила»; Луговцов, Николай Петрович, зам. гл. конструктора ПО «Кировский завод»; Данилов, Леонид Григорьевич, зам. нач. ММП, — за создание атомного ледокола «Арктика»

- Амур, Геннадий Иванович
- Аншаков, Геннадий Петрович
- Бармин, Владимир Павлович
- Велихов, Евгений Павлович, Глухих, Василий Андреевич
- Венгерский, Вадим Владимирович
- Геловани, Арчил Викторович
- Ивановский, Олег Генрихович, конструктор космической техники
- Козлов, Леонид Николаевич
- Конюхов, Станислав Николаевич
- Кузнецов, Виктор Иванович (учёный), конструктор ракетной техники
- Люльев, Лев Вениаминович, Петелин, Владимир Львович, Сидорин, Валерий Сергеевич, конструкторы зенитных систем
- Хайлов, Игорь Константинович — за создание ЭВМ 5Э67
- Яковлев, Александр Сергеевич, авиаконструктор

### За учебники
Для высших учебных заведений
1. Мухин, Константин Никифорович, профессор МИФИ, — за 2-томный учебник «Экспериментальная ядерная физика» (1974, 3-е издание)
2. Кауричев, Иван Сергеевич, руководитель работы, зав. кафедрой, Панов, Николай Петрович, профессор, сотрудники МСХА имени К. А. Тимирязева; Александрова, Людмила Николаевна, зав. кафедрой ЛСХИ; Розов, Николай Николаевич, ст. н. с. ПИ имени В. В. Докучаева; Гречин, Иван Павлович, Поддубный, Николай Николаевич — за учебник «Почвоведение» (1975, 2-е издание)
3. Друщиц, Владимир Васильевич, профессор МГУ имени М. В. Ломоносова, — за учебник «Палеонтология беспозвоночных» (1974)

Для средней школы
1. Максаковский, Владимир Павлович, руководитель работы, зав. кафедрой, Раковский, Сергей Николаевич, Смидович, Ирина Николаевна, Соловьёва, Маргарита Григорьевна, доценты, Артемьева, Александра Григорьевна, бывший доцент МГПИ имени В. И. Ленина, — за учебник для 9 класса «Экономическая география зарубежных стран» (1975, 2-е издание)

## 1978

### В области науки
1. Александров, Евгений Борисович, нач. сектора ГОИ имени С. И. Вавилова; Калитеевский, Николай Иванович, зав. кафедрой, Чайка, Мария Павловна, руководитель лаборатории ЛГУ имени А. А. Жданова, — за цикл работ «Обнаружение, исследование и приложение новых оптических явлений, обусловленных когерентностью и ориентацией атомных состояний» (1955—1976)
2. Андрияхин, Владимир Михайлович, нач. лаборатории Московского автозавода имени И. А. Лихачёва; Данилычев, Владимир Александрович, Попов, Юрий Михайлович (физик), Беленов, Эдуард Михайлович, Ковш, Иван Борисович, руководители групп, Сучков, Альберт Федорович, ст. н. с. ФИАН имени П. Н. Лебедева; Письменный, Вячеслав Дмитриевич, Орлов, Виктор Константинович, нач. отделов, Хвостионов, Владимир Ермолаевич, нач. комплекса, Чебуркин, Николай Всеволодович, нач. лаборатории ИАЭ имени И. В. Курчатова; Персианцев, Игорь Георгиевич, ст. н. с., Рахимов, Александр Турсунович, нач. лаборатории НИИЯФ МГУ имени М. В. Ломоносова, — за разработку физических принципов, создание и исследование газовых лазеров, возбуждаемых с использованием ионизирующего излучения
3. Андрианов, Анатолий Николаевич, ст. н. с. ЛО МИАН имени В. А. Стеклова, — за цикл работ по теории ζ-функций многомерных модулярных форм (1969—1974)
4. Диткин, Виталий Арсеньевич, зам. директора, Прудников, Анатолий Платонович, ст. н. с. ВЦАН; Маслов, Виктор Павлович, зав. кафедрой МИЭМ, — за цикл работ по операторному исчислению (1973—1976)
5. Темкин, Менассий Исаакович, зав. лабораторией НИФХИ имени Л. Я. Карпова, — за цикл работ по кинетике промышленных гетерогенно-каталитических реакций
6. Яншин, Александр Леонидович, руководитель работы, зам. директора, Сакс, Владимир Николаевич, ч.-к. АН СССР, и. о. зав. отделом, Николаев, Владимир Александрович, зав. лабораторией, Архипов, Станислав Анатольевич, зав. кабинетом, Зятькова, Луиза Константиновна, Вдовин, Виктор Васильевич, Кашменская, Ольга Вадимовна, ст. н. с., работники ИГГ СОАН; Флоренсов, Николай Александрович, ч.-к. АН СССР, зам. директора ЛИ СОАН; Адаменко, Олег Максимович, зав. кафедрой ИФИНГ; Логачёв, Николай Алексеевич, директор ИЗК СОАН; Тимофеев, Дмитрий Андреевич, ст. н. с. ИГАН; Худяков, Глеб Иванович, зав. лабораторией ДВГИ ДВНЦ АН СССР, — за 15-томную монографию «История развития рельефа Сибири и Дальнего Востока» (1964—1976)
7. Андроникашвили, Элевтер Луарсабович, директор ИФ АН Грузинской ССР; Привалов, Пётр Леонидович, зав. лабораторией ИБАН; Плотников, Валериан Валерьевич, зам. зав. лабораторией СКБ биологического приборостроения АН СССР, — за цикл работ «Сканирующая микрокалориметрия — новый метод исследования биологических макромолекул» (1963—1977)
8. Булыгин, Иван Андреевич, директор Института физиологии АН БССР, — за цикл работ «Новые принципы организации вегетативных ганглиев» (1964—1976)
9. Татаринов, Леонид Петрович, ч.-к. АН СССР, директор ПИАН, — за монографию «Морфологическая эволюция териодонтов и общие вопросы филогенетики» (1976)
10. Абелев, Гарри Израйлевич, руководитель лаборатории ОНЦ АМН СССР; Татаринов, Юрий Семёнович, зав. кафедрой 2 ММИ имени Н. И. Пирогова, — за цикл работ «Обнаружение и исследование α-фетопротеина при гепатоцеллюлярном раке и эмбриональном раке и эмбриональных тератобластомах и создание иммунологического метода диагностики этих форм злокачественных опухолей» (1963—1975)
11. Газенко, Олег Георгиевич, руководитель работы, директор, Барер, Арнольд Семёнович, Васильев, Павел Васильевич, Какурин, Леонид Иванович, Генин, Абрам Моисеевич, зав. отделами, Лепский, Андрей Александрович, Степанцов, Виктор Ильич, Тихомиров, Евгений Петрович, ст. н. с., работники ИМБП; Ерёмин, Аркадий Васильевич, зав. отделом ЦПК имени Ю. А. Гагарина; Климук, Пётр Ильич, Севастьянов, Виталий Иванович, лётчики-космонавты СССР; Пестов, Игорь Дмитриевич, зав. лабораторией госпиталя, — за цикл работ по медицинскому обоснованию и внедрению комплекса методов и средств профилактики неблагоприятного влияния невесомости на организм человека, обеспечивших возможность осуществления длительных пилотируемых полётов
12. Смирнов Владимир Николаевич, зам. генерального директора, Розенштраух, Леонид Валентинович, руководитель лаборатории, Сакс, Валдур Аугустович, Левицкий, Дмитрий Олегович, ст. н. с. ВКЦ АМН ССР; Меерсон, Феликс Залманович, зав. лабораторией ИОППФ АМН СССР, — за цикл работ по молекулярным и клеточным механизмам функционирования сердечной мышцы в норме и патологии

### В области техники
1. Дятлова, Нина Михайловна, зав. отделом, Темкина, Вера Яковлевна, зав. сектором, Лаврова, Ольга Юрьевна, ст. н. с. ВНИИХРОЧВ; Медведь, Татьяна Яковлевна, ст. н. с. ИЭОСАН; Маргулова, Тереза Христофоровна, профессор, Рассохин, Николай Георгиевич, зав. кафедрой, Монахов, Александр Семёнович, доцент МЭИ; Островская, Людмила Константиновна, зав. отделом ИФР АН УССР; Базакин, Владимир Иванович, гл. инженер ВОПХРОЧВ; Соловьёв, Сергей Фёдорович, бывший нач. лаборатории ГСЗМХОКА; Таратута, Виллен Абрамович, зав. лабораторией ВНИПКИАЭМ, — за создание, использование и применение комплексонов в народном хозяйстве
2. Балашканд Михаил Иванович, Ловля, Сергей Александрович, зав. лабораториями, Евдокимов, Георгий Степанович, ст. инженер, Чен, Олег Ланьфанович, зав. группой, сотрудники Раменского отделения ВНИИГФМР; Векилов, Эдуард Хоренович, зав. лабораторией, Грибанов, Алексей Маркович, зав. группой, Москаленко, Юрий Александрович, сотрудники Геленджикского отделения НИИМГ; Гаркаленко, Илья Александрович, ген. директор ВМНПГГОРНГ; Протасов, Владимир Рустамович, зав. лабораторией ИЭМЭЖАН имени А. Н. Северцова; Рудаковский, Леонид Георгиевич, нач. партии НИИГМР; Сиотокова, Инна Аделевна, ст. инженер управления МРХ СССР; Солодилов, Леонид Николаевич, ст. н. с. ИФЗАН имени О. Ю. Шмидта, — за разработку и промышленное внедрение «невзрывных» сейсмических источников для акваторий, обеспечивающих сохранность окружающей природы
3. Рунчев, Михаил Степанович, руководитель работы, академик ВАСХНИЛ, директор, Жуков, Валентин Яковлевич, зав. лабораторией, Липкович, Эдуард Иосифович, зав. отделом, Брынкин, Илья Яковлевич, тракторист-машинист опытного хозяйства, сотрудники ВНИПТИИЭСХ; Орманджи, Кирияк Сергеевич, зав. лабораторией ВНИИМСХ; Ангилев, Олег Глебович, зав. отделом Ставропольского НИИСХ; Педошенко, Пётр Данилович, звеньевой ГПЗ «Ипатовский»; Симоненко, Иван Алексеевич, бывший директор совхоза «Янушевский» Ипатовского района Ставропольского края; Сигидиненко, Алексей Тимофеевич, гл. зоотехник совхоза «Серафимовский» Арзгирского района Ставропольского края, — за научную разработку и массовое внедрение в производство поточной системы уборочно-транспортных комплексов, получившей наибольшее выражение в ипатовском опыте уборки полевых культур
4. Шавин, Александр Фёдорович, нач. Крымскогого ОПУМВХ; Огурцов, Иван Михайлович, нач., Сенкевич, Тимофей Прокофьевич, бывший нач. управления строительства Северо-Крымского канала; Калантай, Александра Яковлевна, бригадир совхоза «Джанкойский № 3» Джанкойского района; Сергеев, Алексей Тимофеевич, бригадир совхоза «Герои Сиваша» Красноперекопского района; Калмыков, Владимир Романович, гл. агроном совхоза «Пятиозёрный» Красноперекопского района; Юрченко, Андрей Никифорович, председатель колхоза «Страна Советов» Первомайского района; Писанюк, Евгений Фёдорович, гл. гидротехник колхоза имени Н. К. Крупской Нижнегорского района; Нищета, Анатолий Фёдорович, зам. гл. инженера УГПИНИИ «Укргипроводхоз»; Емец, Владимир Николаевич, бригадир специализированного СМУ № 20 треста «Херсонводстрой»; Федосеенко, Анатолий Александрович, управляющий отделением колхоза «Дружба народов» Красногвардейского района (все Крымской области), — за создание Северо-Крымскорго канала с оросительными системами и организацию высокоэффективного с/х производства в его зоне
5. Демидов, Анатолий Васильевич, ген. директор, Барабашкин, Владимир Павлович, гл. инженер проекта, Дмитриев, Николай Сергеевич, зам. гл. конструктора, Ермолаев, Павел Иванович, нач. группы, работники ПО «Электростальтяжмаш»; Гурский, Геннадий Леонидович, директор, Сичевой, Анатолий Петрович, нач. цеха, Брежнев, Леонид Аркадьевич, зам. нач. цеха, Анюкевич, Виктор Станиславович, ст. мастер, работники ДМЗ имени Ф. Э. Дзержинского; Жаворонков, Вадим Андреевич, профессор МВТУ имени Н. Э. Баумана; Шишова, Татьяна Александровна, ведущий конструктор ВНИПКИММ; Токмаков, Анатолий Митрофанович, гл. конструктор отдела УГИПМЗ; Речкалов, Аким Иванович, гл. инженер ВПОВ, — за создание прокатного агрегата «250» и комплексной технологии для массового производства осей ж/д транспорта
6. Кагановский, Фредерик Исаакович, гл. инженер проекта, Калашников, Юрий Тимофеевич, гл. конструктор, Коваленко, Виталий Иванович, нач. производства, Коломиец, Владимир Николаевич, нач. цеха, работники НКМЗ имени В. И. Ленина; Розанов, Борис Васильевич, зам. директора, Топалер, Сергей Михайлович, зав. отделом, Фельдблюм, Илья Элюкимович, зав. лабораторией, сотрудники ВНИПКИММ; Борисов, Игорь Александрович, зав. лабораторией, Покатаев, Сергей Васильевич, зав. сектором НПО по технологии машиностроения; Мещеряков, Александр Васильевич, гл. конструктор отдела Новосибирского НО «Тяжстанкогидропресс»; Мекрюков, Иван Александрович, зам. ММССР СССР; Дудко, Георгий Дмитриевич, зам. гл. инженера ГПИ «Гипрометаллургмонтаж», — за разработку конструкции, изготовление и монтаж крупнейшего в мире гидравлического пресса усилием 65 000 тс для штамповки крупногабаритных деталей из труднодеформируемых сплавов и стали
7. Козлов, Сергей Михайлович, нач.—гл. конструктор, Панков, Владимир Анатольевич, Филатов, Георгий Михайлович, гл. конструкторы проектов, Заботин, Всеволод Фёдорович, директор, Чёрный, Владимир Григорьевич, ст. мастер, работники Херсонского судостроительного завода; Дорин, Виктор Сергеевич, нач. отделения ЦНИИ имени академика А. Н. Крылова; Мирошниченко, Илья Петрович, нач. отдела ЦНИИМФ; Голдобенко, Анатолий Витальевич, бывший нач., Трофимов, Пётр Степанович, бывший нач. отдела ЧМП; Шапошников, Евгений Николаевич, зам. министра; Первов, Вадим Матвеевич, нач. управления ММФ СССР; Дахно, Владимир Иванович, ст. механик теплохода «Герои панфиловцы», — за создание крупнотоннажных универсальных сухогрузных судов с повышенными технико-эксплуатационными показателями, освоение их крупносерийной постройки и эксплуатации
8. Абдрахманов, Альберт Хаевич, нач. отдела Казанского завода ЭВМ; Гаро, Алексей Иосифович, гл. математик Минского ПО вычислительной техники; Ковалевич, Эдуард Викентьевич, нач. отделения, Чупригина, Людмила Трофимовна, нач. отдела, сотрудники НИИ ЭВМ; Ларионов, Константин Анатольевич, нач. лаборатории, Пеледов, Геннадий Васильевич, Шегидевич, Яков Степанович, нач. отделов, Райков, Леонид Дмитриевич, нач. отделения, работники НИЦЭВТ; Шура-Бура, Михаил Романович, зав. кафедрой МГУ имени М. В. Ломоносова, — за создание, освоение и внедрение операционных систем единой системы ЭВМ социалистических стран
9. Кронштофик, Станислав Петрович, руководитель работы, директор, Зверьков, Гарик Егорович, Кацнельсон, Аркадий Шаевич, Мартыненков, Юлий Фёдорович, зав. отделами, Ильин, Виктор Михайлович, Миткевич, Геннадий Николаевич, гл. конструкторы проектов, сотрудники НИКТИТЭП; Андреева, Лидия Евгеньевна, доцент МВТУ имени Н. Э. Баумана; Волков, Николай Васильевич, зам. гл. конструктора КБ автоматических линий; Клигерман, Генрих Львович, директор, Семаев, Николай Иванович, слесарь Саранского ПСЗ; Грызлов, Николай Тимофеевич, бригадир наладчиков Орловского ПО «Промприбор»; Константинов, Александр Сергеевич, нач. ВГПХО по производству приборов контроля и регулирования технологических процессов, — за разработку теоретических основ проектирования сильфонов, создание и широкое внедрение оптимизированных рядов измерительных сильфонов высокой надёжности, комплекса автоматизированного оборудования и организацию на этой базе высокоэффективных производств
10. Франк, Глеб Михайлович (посмертно), руководитель работы; Иваницкий, Генрих Романович, руководитель работы, ч.-к. АН СССР, директор, Агаджанян, Жора Мелконович, зав. сектором, Морозов, Михаил Алексеевич, зам. зав. лабораторией ИБФАН; Якубайтис, Эдуард Александрович, академик АН Латвийской ССР, директор, Альен, Имант Карлович, Янсон, Борис Альбертович, зав. группами, сотрудники ИЭВТ АН Латвийской ССР; Коркунов, Юрий Фёдорович, нач. лаборатории, Баранов, Борис Иванович, зам. гл. инженера, Иванов, Виктор Сергеевич, нач. отдела, работники ВНИИТ; Хесин, Аркадий Яковлевич, зав. сектором ВНИИТР; Богданов, Кирилл Михайлович — за разработку принципов построения автоматизированных сканирующих систем оптической микроскопии, создание и внедрение на их основе комплекса приборов для анализа микрообъектов в научных исследованиях и промышленности
11. Антипов, Константин Михайлович, зам. нач. управления МЭЭ СССР; Иванов, Виктор Андреевич, ген. директор, Суханов, Виктор Матвеевич, гл. конструктор, Троян, Эдуард Григорьевич, гл. инженер, Глазунов, Юрий Иванович, сборщики, работники ПО «Запорожтрансформатор»; Крайз, Александр Григорьевич, зам. гл. конструктора, Лизунов, Сергей Дмитриевич, гл. инженер, Горбунов, Александр Михайлович, токарь, работники МПО «Электрозавод» имени В. В. Куйбышева; Майорец, Анатолий Иванович, зам. МЭТП СССР; Фуфурин, Николай Павлович, зав. лабораторией ВНИИЭЭ; Чорноготский, Василий Михайлович, зав. лабораторией ВНИПКТИТ; Рабинович, Самуил Исаакович, ст. н. с. ВЭТИ имени В. И. Ленина, — за создание и внедрение в энергетику комплексов мощных силовых высоковольтных автотрансформаторов
12. Белкин, Николай Васильевич, нач. группы, Комяк, Николай Иванович, ген. директор, Пеликс, Евгений Абрамович, зав. отделом, Курбатов, Валерий Моисеевич, зам. зав. отделом, Цукерман, Вениамин Аронович, зав. лабораторией, работники ЛНПО «Буревестник»; Дронь, Нинель Алексеевна, нач. лаборатории, Слоева, Галина Николаевна, ведущий конструктор ЛОЭП «Светлана»; Елинсон, Мордух Ильич, зав. отделом ИРЭАН; Фурсей, Георгий Николаевич, зав. кафедрой ЛЭИС имени М. А. Бонч-Бруевича; Месяц, Геннадий Андреевич, директор ИСЭ СО АН СССР; Шредник, Владимир Николаевич, ст. н. с. ФТИАН имени А. Ф. Иоффе, — за цикл фундаментальных исследований взрывной электронной эмиссии и инициирующих её автоэлектронных процессов, разработку на этой основе принципиально нового класса рентгеновских приборов, организацию их серийного производства и эффективного использования в народном хозяйстве
13. Беляев, Сергей Иванович, нач. отделения НИИ, Лопатин, Всеволод Аркадьевич, нач. отдела, Рабинович, Георгий Львович, гл. конструктор, Элентух, Зиновий Соломонович, нач. лаборатории, Эристов, Игорь Леонидович, нач., сотрудники КБ, Игнатюк, Виталий Андреевич, гл. инженер, Липецкий, Леонид Сергеевич, зам. гл. технолога, работники ПО МРП СССР; Кантюк, Сергей Павлович, нач. лаборатории НИИ МЭП СССР; Маркин, Сергей Павлович, нач. КБ НИИ МТТМ СССР; Новиков, Константин Дмитриевич, нач. управления МРП СССР; Трикоз, Валерий Кириллович, зам. нач. Управления МГА СССР, — за разработку, создание, серийное производство РЛС управления воздушным движением самолётов на трассах гражданской авиации и внедрение их в эксплуатацию в СССР и за рубежом
14. Алтунин, Евгений Никифорович, бывший нач., Юнусов, Фахрази Якупович, буровой мастер Вынгапурской экспедиции ВПО по добыче газа в Тюменской области; Андреев, Олег Филиппович, руководитель лаборатории ВНИИПГ; Гудзь, Анатолий Григорьевич, зам. МГП СССР; Кащицкий, Юрий Аркадьевич, гл. инженер ЦКБ нефтеаппаратуры; Никоненко, Иван Спиридонович, гл. инженер ПО по добыче газа; Портянко, Николай Григорьевич, бывший гл. инженер проекта ГНИПКИ «Южниигипрогаз»; Ширенко, Геннадий Ильич, гл. инженер, Чернышов, Василий Данилович, бывший управляющий, работники треста «Надымгазпромстрой»; Шмыгля, Пётр Терентьевич, директор Тюменского ГНИПИПГ; Коротаев, Юрий Павлович, зав. кафедрой МИНХГП имени И. М. Губкина, — за комплекс научно-технических решений по ускоренному вводу в разработку Медвежьего газового месторождения в условях Крайнего Севера
15. Белик, Николай Митрофанович, директор по производству, Куржей, Станислав Павлович, ген. директор, Федотов Иван Петрович, гл. инженер, Гаврюшин, Василий Фролович, нач. управления, Шешембеков, Серикбай, гл. механик, Гудыменко, Борис Григорьевич, машинист роторного экскаватора разреза «Центральный», работники Экибастузского ПО по добыче угля; Винницкий, Лев Семёнович, зам. директора ГПИ «Карагандагипрошахт»; Владимиров, Вадим Михайлович, зав. отделом ГНИПИУП; Бастанов, Александр Семёнович, гл. горняк Управления МУП СССР; Гусев, Алексей Павлович, ст. производитель работ Экибастузского монтажного участка Павлодарского монтажного управления республиканского треста «Казпромтехмонтаж»; Попов, Вячеслав Николаевич, гл. инженер Донецкого МСЗ имени Ленинского комсомола Украины, — за высокоэффективное развитие в больших объёмах добычи с помощью мощной роторной техники каменного угля сложноструктурного Экибастузского месторождения
16. Бондаренко, Олег Леонидович, нач. лаборатории, Колпаков, Серафим Васильевич, директор, Поживанов, Александр Михайлович, нач. цеха, Карпов, Николай Дмитриевич, зам. нач. цеха, Савватеев, Юрий Георгиевич, зам. нач. отдела, Чемерис, Александр Тихонович, гл. механик, работники НЛМЗ; Гавриш, Дмитрий Иванович, нач. ВПОПОМ; Григорьев, Иван Васильевич, директор, Стурман, Валентин Константинович, нач. лаборатории Внуковского ЗОИ; Карклит, Александр Карлович, директор ВГИНИПРОП; Коломоец, Виталий Прокофьевич, нач. КБ отдела Ждановского ЗТМ имени 50-летия Великой Октябрьской социалистической революции; Тимофеев, Василий Терентьевич, зав. отделом ВНИПКИММ, — за создание и внедрение комплекса технологии, специального разливочного оборудования и огнеупоров для массового производства качественного металла в сталеплавильных цехах с агрегатами большой единичной мощности
17. Вылегжанин, Владимир Васильевич, бывший директор, Омаров, Сапар Искакович, директор, Сагитаев, Капан, нач. цеха, работники медеплавильного завода Иртышского ПМК имени 50-летия Казахской ССР; Кунаев, Аскар Минлиахмедович, ч.-к. АН СССР, директор, Кожахметов, Султанбек Мырзахметович, руководитель лаборатории ИМО АН Казахской ССР; Костин, Владимир Николаевич, зам. МЦМ СССР; Цыганов, Виктор Владимирович, нач. Управления МЦМ СССР; Панарин, Юрий Александрович, руководитель группы Казахского НИИЭ; Сычёв, Анатолий Петрович, гл. инженер, Чередник, Игорь Михайлович, зав. лабораторией, работники ВНИГМИЦМ; Шабалина, Роза Ивановна, ст. н. с. ГНИИЦМ, — за разработку и освоение принципиально новой кивцэтной технологии производства цинка, обеспечивающей комплексное извлечение ценных составляющих и защиту окружающей среды
18. Походня, Игорь Константинович, руководитель работы, академик АН УССР, руководитель отдела, Суптель, Александр Михайлович, Шлепаков, Валерий Николаевич, ст. н. с., Альтер, Владимир Фёдорович, зав. сектором ОКБ, Фрумин, Исидор Ильич, руководитель отдела, сотрудники ИЭС имени Е. О. Патона АН УССР; Пацекин, Василий Петрович, зав. лабораторией ВНИИМП; Эль, Арон Иосифович, гл. специалист отдела ГИПМЗ; Битный, Михаил Антонович, директор Алма-Атинского ЗТМ; Сиренко, Максим Иванович, директор Днепропетровского метизного завода; Антипов, Владимир Иванович, нач. цеха Череповецкого сталепрокатного завода; Шинкарёв, Борис Моисеевич, гл. сварщик—зам. нач. Управления ММССР УССР; Лялин, Константин Васильевич, зав. отделом ВНИКТИСК, — за создание, организацию массового производства и внедрение новых материалов (порошковых проволок) для механизированной сварки, обеспечивающих повышение производительности труда и качества сварных конструкций
19. Антонов, Олег Юрьевич, ст. н. с., Сильвестров, Сергей Николаевич, руководитель лаборатории, сотрудники ВНИИТС; Капустин, Владимир Михайлович, нач., Фёдоров, Георгий Александрович, гл. инженер, Дорофеев, Дмитрий Павлович, проходчик тоннельного отряда № 3, работники управления строительства Ленинградского метрополитена; Сахиниди, Иван Константинович, гл. инженер, Щукин, Сергей Петрович, гл. инженер проекта, сотрудники ЛГПИ «Ленметрогипротранс»; Семёнов, Алексей Иванович, гл. специалист отдела ГПИИ «Метрогипротранс»; Смирнов Николай Петрович, бригадир электросварщиков завода ЖБИ, — за комплекс высокоэффективных подземных конструкций на Кировско-Выборгской линии метрополитена в Ленинграде
20. Озолин, Арий Иванович, зам. гл. инженера ЦНИПИСМ; Трофимов, Виктор Иванович, зав. лабораторией ЦНИИСК имени В. А. Кучеренко; Хромец, Юрий Николаевич, директор ЦНИПЭИПЗС; Кондрашов, Михаил Тихонович, директор МГПО «Мосремстроймаш»; Провоторов, Евгений Сергеевич, гл. инженер Орского ЗЛМ; Секретов, Анисим Николаевич, гл. инженер, Симонов, Виталий Иванович, гл. технолог, работники Управления ММССР СССР; Ищенко, Иван Иванович, зам. председателя Госстроя СССР; Кузнецов, Георгий Алексеевич, директор Челябинского ЗПСН; Файбишенко, Вячеслав Константинович, доцент МАРХИ, — за создание новой отрасли промышленного строительства, основанной на разработке лёгких индустриальных конструкций, их заводского поточного изготовления, комплексной поставки и скоростного монтажа

- Авдуевский, Всеволод Сергеевич
- Бахирев, Борис Васильевич
- Горожанский, Олег Всеволодович
- Горшков, Анатолий Савельевич
- Гусев Виктор Михайлович, Гусева, Мария Ильинична, Демаков, Константин Дмитриевич — за работу в области микроэлектроники
- Зефиров, Алексей Петрович
- Зубец, Прокофий Филиппович
- Ковтуненко, Александр Михайлович
- Ласкорин, Борис Николаевич
- Максимов Александр Александрович
- Первышин, Эрлен Кирикович, министр промышленности средств связи СССР
- Самойлов, Андрей Григорьевич
- Северин, Гай Ильич
- Семихатов, Николай Александрович
- Стурман, Валентин Константинович, металловед
- Кривошеев, Евгений Александрович, Острецов, Юрий Дмитриевич, Рябцев, Юрий Степанович — за создание ЭВМ 5Э26

### За учебники
1. Носов, Сергей Дмитриевич, ч.-к. АМН СССР, бывший зам. директора НИИП АМН СССР, — за учебник «Детские инфекционные болезни» (1973, 4-е издание)
2. Хохряков, Владимир Степанович, зав. кафедрой СГИ имени В. В. Вахрушева, — за учебник «Открытая разработка месторождений полезных ископаемых» (1974, 3-е издание)
3. Пёрышкин, Александр Васильевич, ч.-к. АПН СССР, профессор МГПИ имени В. И. Ленина; Родина, Надежда Александровна, ст. н. с. НИИСМО АПН СССР, — за учебники для 6-го класса «Физика» (1976, 9-е издание) и для 7-го класса «Физика» (1976, 8-е издание)

## 1979

### В области науки
1. Вальднер, Олег Анатольевич, Собенин, Николай Павлович, зав. кафедрами МИФИ; Воронков, Ростислав Михайлович, Золинова, Людмила Григорьевна, нач. отделов МРТИАН; Гришаев, Игорь Александрович, нач. лаборатории, Хижняк, Николай Антонович, нач. отдела, сотрудники Харьковского ФТИ АН УССР; Николаев, Вадим Михайлович, ст. н. с., Прудников, Игорь Александрович, Смирнов, Виктор Леонидович, нач. лабораторий, Шихов, Виктор Яковлевич, бывший зам. нач. отделения, сотрудники НИИЭФА имени Д. В. Ефремова, — за разработку, создание и ввод в эксплуатацию линейных ускорителей электронов
2. Боровков, Александр Алексеевич, ч.-к. АН СССР, зав. отделением ИМ СО АН СССР; Сазонов, Вячеслав Васильевич, Статулявичус, Витаутас Антанович, академик АН Литовской ССР, директор ИМК АН Литовской ССР, — за цикл работ по асимптоматическим методам теории вероятностей (1958—1977)
3. Марчук, Гурий Иванович, руководитель работы, директор, Михайлов, Геннадий Алексеевич, зав. лабораторией ВЦ СО АН СССР; Ермаков, Сергей Михайлович, профессор ЛГУ имени А. А. Жданова; Золотухин, Валерий Григорьевич, зам. директора ИКИАН, Ченцов, Николай Николаевич, ст. н. с. МИАН имени В. А. Стеклова; — за цикл работ по развитию и применению метода статического моделирования для решения многомерных задач теории переноса излучения
4. Шорыгин, Пётр Павлович, руководитель работы, зав. лабораторией, Крушинский, Леонид Леонидович, ст. н. с. ИОХАН имени Н. Д. Зелинского; Иванова, Татьяна Михайловна, ст. н. с. ИБФАН, — за цикл работ по спектроскопии резонансного комбинационного рассеивания света и её применение в химии
5. Энгельгардт, Владимир Александрович, руководитель работы, директор, Киселёв, Лев Львович, зав. лабораторией, Фролова, Людмила Юрьевна, мл. н. с., работники ИМБАН; Кавсан, Вадим Моисеевич, ст. н. с. ИМБГ АН УССР; Граевская, Наталья Абрамовна, ст. н. с. ИПВЭ АМН СССР; Кукайн, Рита Александровна, академик АН Литовской ССР, директор ИМБ имени А. М. Кирхенштейна АН Литовской ССР; Ржиман, Йозеф Алойсович , академик АН ЧССР, директор ИМГ АН ЧССР; Розенталь, Зинаида , академик АН ГДР, зав. отделом ЦИМБ АН ГДР; Салганик, Рудольф Иосифович, зам. директора ИЦГ СО АН СССР; Шабарова, Зоя Алексеевна, профессор, Газарян, Карлен Григорьевич, зав. кафедрой МГУ имени М. В. Ломоносова, — за цикл работ по осуществлению научной программы проекта «Обратная транскриптаза (ревертаза)» (1973—1977), посвящённой ферментативному синтезу структурных генов и их использование для изучения генетического аппарата животных и вирусов
6. Ремесло, Василий Николаевич, академик, директор Мироновского НИИССП; Долгушин, Донат Александрович, академик ВАСХНИЛ, зав. лабораторией ВСГИ; Калиненко, Иван Григорьевич, ч.-к. ВАСХНИЛ, зав. отделом Донского зонального НИИСХ; Лукьяненко, Павел Пантелеймонович (посмертно), академик, — за выведение новых сортов озимой пшеницы интенсивного типа, получивших широкое распространение
7. Исаков, Юрий Фёдорович, руководитель работы, академик АМН СССР, зав. кафедрой 2-го ММИ имени Н. И. Пирогова; Баиров, Гирей Алиевич, ч.-к. АМН СССР, зав. кафедрой ЛПМИ; Долецкий, Станислав Яковлевич, ч.-к. АМН СССР, зав. ЦИУВ, — за разработку методов оперативного лечения врождённых и приобретённых болезней детей раннего возраста
8. Лопухин, Юрий Михайлович, руководитель работы, академик АМН СССР, зав. кафедрой, Бурков, Игорь Витальевич, ст. н. с., Молоденков, Михаил Николаевич, зав. курсом, Машков, Олег Алексеевич, зав. лабораторией, сотрудники 2-го ММИ имени Н. И. Пирогова; Лужников, Евгений Алексеевич, руководитель отделения МГНИИСП имени Н. В. Склифосовского; Хапилов, Николай Витальевич, зав. лабораторией ВНИИМТ; Лейкин, Юрий Алексеевич, Рябов, Анатолий Владимирович, доценты МХТИ имени Д. И. Менделеева; Николаев, Владимир Григорьевич, зав. отделом ИПО АМН УССР; Стрелко, Владимир Васильевич, зав. отделом ИОНХ АН УССР; Суринова, София Ивановна, зав. лабораторией ИГИ, — за разработку и внедрение в клиническую практику новых методов лечения, основанных на сорбции токсических веществ из крови и других биологических жидкостей
9. Горон, Исаак Евсеевич, руководитель работы, профессор-консультант МЭИС; Сенюрин, Борис Архипович, зам. директора, Вроблевский, Андрей Александрович, зав. лабораторией, сотрудники, Казначей, Белла Яковлевна, ст. н. с., Аполлонова, Любовь Павловна, зав. сектором, бывшие сотрудники ВНИИТР; Аршинов, Алексей Иванович, зам. нач. цеха ВСГ; Жорников, Борис Александрович, Таболин, Вячеслав Николаевич, звукорежиссёры ГДРЗ; Ваймбойм, Владимир Семёнович; Владимирский, Борис Давидович, музыковед; Гаклин, Давид Исаевич, звукорежиссёр; Кадушин, Ион Файтелевич, инженер, — за цикл работ по восстановлению записей речей В. И. Ленина
10. Спивак, Леонид Иванович, главный психиатр Министерства обороны СССР — за работы по психофармакологии.

### В области техники
1. Балицкий, Владимир Сергеевич, Хаджи, Валентин Евстафьевич, зав. отделами, Шапошников, Анатолий Александрович, директор, Романов, Лев Николаевич, гл. инженер, Самойлов, Михаил Исаакович, Цинобер, Леонид Иосифович, Цыганов, Евгений Матвеевич, зав. лабораториями, Белякова, Юлия Андреевна, инженер-технолог, Новожилова, Жанетта Викторовна, ст. инженер, сотрудники ВНИИСМС; Сафронов, Георгий Михайлович, зав. лабораторией ИОНХАН имени Н. С. Курнакова; Туринге, Арис Петрович, нач. ВПО по разведке месторождений, добыче и переработке пьезооптического и камнесамоцветного сырья, Самсонов, Яков Павлович, ст. н. с. Комиссии по изучению производительных сил и природных ресурсов при Президиуме АН СССР, — за разработку и промышленное освоение синтеза и облагораживания камнесамоцветного сырья
2. Бабкин, Пётр Васильевич, Назаров, Игорь Михайлович, зам. директора, Болтнева, Лидия Ивановна, Ионов, Владимир Александрович, ст. н. с., Фридман, Щепа Давидович, зам. зав. отделом, работники Института прикладной геофизики; Матвеев, Александр Владимирович, зам. директора, Степанов, Вячеслав Борисович, ведущий инженер, Филимонов, Вадим Валентинович, зав. отделением, Фогт, Павел Николаевич, зав. отделом, сотрудники ВНИИРГ; Никифоров, Михаил Владимирович, зав. лабораторией ВНИИСХМ; Островский, Эмиль Яковлевич, ст. н. с. ВНИИМС; Дмитриев, Алексей Викторович, инженер-физик, — за теоретическую и экспериментальную разработку и внедрение в народное хозяйство γ-спектрометрического метода дистанционного излучения природных сред, поисков и обнаружения месторождений цветных, редких и благородных металлов
3. Туляганов, Хабибулла Тулягинович, руководитель работы, министр геологии УзССР; Акрамходжаев, Абид Муратович, академик АН Узбекской ССР, директор ИГРНГМ; Ильин, Владимир Давидович, зав. сектором ВНИГНИ; Ибрагимов, Абдужаббар, гл. геолог Узбекского ПГО по разведке нефти и газа; Ходжиматов, Абдулло, буровой мастер Мубарекской НГРЭ; Бабаджанов, Ташпулат Лепесович, директор конторы полевой промысловой геофизики; Алимухаммедов, Нигмат Хусанович, инструктор ЦК КП УзССР; Таль-Вирский, Борис Борисович, зав. кафедрой ТашГУ имени В. И. Ленина, — за открытие и разведку крупных запасов газа, газового конденсата и газовой серы в рифовых комплексах Узбекистана, обеспечивших расширение топливно-сырьевой базы страны
4. Стародубцев, Василий Александрович, руководитель работы, председатель, Гуськов, Анатолий Васильевич, нач. РСУ, Журавлёв, Николай Александрович, ветеринарный фельдшер, Кочетова, Нина Тихоновна, гл. зоотехник, Каткова, Мария Михайловна, Крысанова, Антонина Петровна, операторы машинного доения, работники колхоза имени В. И. Ленина Новомосковского района Тульской области; Сергеев, Илья Андреевич, зав. лабораторией ВНИИ животноводства, — за разработку и внедрение научно обоснованной технологии производства молока на комплексе промышленного типа с беспривязным боксовым содержанием скота на примере своего колхоза
5. Мещеряков, Иван Киреевич, нач., Распопов, Александр Романович, зам. нач., Шуринов, Валентин Алексеевич, зав. отделом, Чеботарёв, Борис Сергеевич, зав. сектором, сотрудники Ростовского ГСКБ по комплексам уборочных сельхозмашин; Гаврицкий, Иван Иванович, зав. отделом Ростовского обкома КПСС; Николаев, Александр Павлович, механизатор плодоовощного совхоза «Донской» Ростовской области; Петров, Геннадий Дмитриевич, зав. отделом ВНИИСХМАШ имени В. П. Горячкина; Сердюков, Антон Егорович, нач., Павликов, Анатолий Михайлович, ведущий инженер управления МСХ СССР; Бондаренко, Лев Гаврилович, директор совхоза «Лебяжья Поляна» Волгоградской области; Савченко, Александр Прокопьевич, ген. директор Бельцкого НПО «Молдсельмаш»; Пучилов, Вячеслав Георгиевич, комбайнёр мехотряда № 10 ПО механизации и электрификации с/х производства Слободзейского района Совета колхозов МССР, — за создание конструкции самоходного томатоуборочного комбайна СКТ-2 и внедрение его в с/х производство
6. Жуков, Владимир Павлович, гл. конструктор проектов Новосибирского филиала ЦТКБ; Петлицкий, Юрий Викторович, гл. конструктор проекта ЦКБ в городе Горьком; Смирнов, Алексей Фёдорович, гл. конструктор завода портового и судового оборудования «Теплоход»; Рыжов, Леонид Михайлович, зав. кафедрой ГИРТ; Сторожев, Николай Фёдорович, зав. кафедрой НИВТ; Пучков, Анатолий Ефимович, бывший гл. инженер ЗСРП; Сенаторов, Николай Михайлович, капитан-второй помощник механика теплохода «ОТ-2005»; Зайцев, Александр Алексеевич, бывший капитан-третий помощник механика теплохода «Пхеньян»; Трофимов, Виталий Васильевич, зам. МРФ РСФСР; Макарычев, Михаил Алексеевич, зам. председателя научно-технического совета Министерства речного флота РСФСР; Тихонов, Владимир Иванович, бывший гл. инженер ВОРП; Мейер, Николай Фёдорович, судостроитель (Ежегодник БСЭ, 1980 год, вып.24, Стр.571) — за создание и внедрение автоматических сцепных средств для толкания судов и большегрузных составов на реках, озёрах и водохранилищах в условиях качки и волнения
7. Рыжков, Николай Иванович, руководитель работы, бывший ген. директор, Химич, Георгий Лукич, ч.-к. АН СССР, гл. конструктор прокатного оборудования, Нисковских, Виталий Максимович, гл. конструктор машин непрерывного литья, Коломейцев, Адольф Петрович, зам. гл. конструктора машин непрерывного литья, Мозжилкин, Герман Романович, зам. гл. технолога НИКТИТМ, работники ПО «Уралмаш»; Целиков, Андрей Александрович, зав. отделом ВНИПКИММ; Карлик, Виталий Александрович, нач. отдела ЦПКБ по системам автоматизации производства; Сладкошеев, Владимир Тимофеевич, зам. директора УНИИМ; Лепорский, Владимир Владимирович, директор Ждановского МЗ «Азовсталь» имени С. Орджоникидзе; Крулевецкий, Семён Аронович, гл. сталеплавильщик НЛМК; Филатов, Виктор Владимирович, зам. нач. управления МЧМ СССР; Рыхов, Юлиан Михайлович, зав. отделом ЦНИИЧермет имени И. П. Бардина, — за создание и внедрение высокопроизводительных слябовых машин непрерывного литья заготовок криволинейного типа для металлургических комплексов большой мощности
8. Афанасьев, Анатолий Михайлович, слесарь 2 МЧЗ; Чучин, Евгений Фёдорович, нач., Гринштейн, Яков Григорьевич, гл. инженер, Вайсман, Евгений Григорьевич, гл. конструктор проекта, Минаков, Юрий Владимирович, зав. отделом, Ширман, Абрам Моисеевич, зам. зав. отделом, сотрудники СКБ часового и камневого станкостроения; Горшков, Василий Яковлевич, директор, Львов, Игорь Николаевич, нач. отдела, Фёдоров, Владимир Васильевич, нач. бюро отдела, Лебедев, Борис Владимирович, наладчик, работники ПЧЗ; Новиков, Олег Дмитриевич, гл. инженер ВПО по производству приборов времени; Федосов, Вячеслав Михайлович, нач. отдела Пензенского часового завода, — за разработку и внедрение агрегатированного оборудования, оснащённого автоматическими малогабаритными манипуляторами, для сборки механизмов наручных часов
9. Бакумов, Юрий Викторович; Вороновский, Геннадий Петрович, зам. МЭП СССР; Газаров, Леон Александрович, гл. конструктор ВНИКТИПП; Зинченко, Олег Леонидович, зам. нач. отдела Госплана СССР; Иосифьян, Андроник Гевондович, академик АН Армянской ССР, зам. директора, Сорокер, Теодор Густавович, нач. сектора, сотрудники ВНИИЭМ; Кестлер, Хорст , руководитель группы народного предприятия «Станкостроитедьный завод» (Плауэн); Нихофф, Герхард , зам. ген. директора народного предприятия «Комбинат электромашиностроения» (Дрезден); Климович, Геннадий Михайлович, инженер-технолог Могилёвского завода «Электродвигатель» имени 50-летия СССР; Костромин, Виктор Григорьевич, директор ВНИПКИТЭМ; Петров Виктор Михайлович, директор НИПЕТИЭМ; Радин, Владимир Исакович, гл. конструктор МЭМЗ имени Владимира Ильича, — за создание и серийное освоение всесоюзной единой серии асинхронных электродвигателей 4а
10. Банков, Евгений Яковлевич, ген. директор, Лакерник, Рафаил Моисеевич, зам. гл. инженера, Свидовский, Феликс Григорьевич, нач. бюро, Юдин, Владимир Васильевич, зам. нач. цеха, работники ПО «Москабель»; Авинов, Александр Иванович, наладчик ПО «Куйбышевкабель»; Чередниченко, Генрих Моисеевич, ст. н. с., Артамонов, Владимир Степанович, Недодаев, Юрий Михайлович, гл. конструкторы проектов, сотрудники ВНИПКИММ; Вигдорович, Юрий Борисович, гл. конструктор проекта, Лунин, Игорь Вячеславович, зав. лабораторией ВНИПКИТВЧ имени В. П. Вологдина; Кашутин, Александр Александрович, нач. лаборатории ЦНИИС; Барон, Давид Абрамович, бывший гл. технолог ВГСТ по строительству и монтажу сооружений междугородней проводной связи, — за создание новой технологии и организацию массового производства кабелей дальней связи в алюминиевых и стальных оболочках вместо свинцовых
11. Водичев, Василий Иванович, гл. конструктор по паротрубостроению, Осипенко, Владимир Николаевич, гл. инженер, Великович, Владимир Иосифович, нач. КБ, Филиппов, Альберт Николаевич, зам. гл. технолога, Гольдберг, Исаак Иосифович, Триголос, Григорий Сергеевич, руководители групп КБ, Верёвкин, Василий Семёнович, бригадир электросварщиков, Рыбин, Павел Григорьевич, ст. мастер, работники ПО «Турбомоторный завод» имени К. Е. Ворошилова; Звегинцев, Анатолий Васильевич, директор ТЭЦ № 22; Серебряников, Нестор Иванович, гл. инженер — работники МРЭУ; Неуймин, Михаил Иванович, зам. МЭМ СССР; Фадеев, Александр Николаевич, управляющий ГСМТ по монтажу теплоэнергетического оборудования, — за разработку конструкции, освоение производства и внедрение в народное хозяйство теплофикационной паровой турбины типа Т-250/300—240 на сверхкритические параметры пара
12. Анищенко, Пётр Максимович, руководитель работы, нач. отдела, Абросимов, Владимир Николаевич, Дубровин, Георгий Иванович, Лурье, Леонид Осипович, Обухов, Виктор Иванович, нач. секторов, Спиров, Сергей Васильевич, директор, Лапин, Борис Анатольевич, нач. отдела, Соловьёв, Алексей Алексеевич, нач. лаборатории, Шелгунов, Алексей Алексеевич, гл. инженер, сотрудники НИИ; Анодина, Татьяна Григорьевна, нач. Управления МГА СССР; Смирнов, Лев Леонидович, инженер, — за разработку, освоение серийного производства и ввод в эксплуатацию автоматизированной радиолокационной системы управления воздушным движением для аэропортов с высокой интенсивностью полётов (АС УВД «Старт»)
13. Стельмах, Митрофан Фёдорович, директор, Чельный, Александр Александрович, нач. лаборатории, Тимофеев, Анатолий Иванович, зам. гл. инженера, Вакуленко, Владимир Михайлович, нач. отдела, сотрудники НИИ; Праведнов, Виктор Фёдорович, директор завода; Гончаренко, Валерий Павлович, нач. отдела ОКБТИ; Рыкалин, Николай Николаевич, зав. лабораторией, Углов, Александр Алексеевич, ст. н. с. ИМАН имени А. А. Байкова; Гаращук, Виталий Павлович, ст. н. с. ИЭС имени Е. О. Патона АН УССР; Горячев, Николай Сергеевич, нач. отделения НИТИ; Артемьев, Андрей Иванович, гл. конструктор проекта КБТМ, — за создание научных основ технологии, разработку комплекса высокоэффективного оборудования и широкое внедрение импульсной лазерной сварки и термообработки в производство электронных приборов и радиокомпонентов
14. Арбиев, Кемаль Казбекович, зам. нач. ВПО «Союзникель»; Благих, Борис Михайлович, бывший зам. директора Норильского ГМК имени А. П. Завенягина; Поляков, Юрий Васильевич, зам. директора, Осколков, Владимир Владимирович, гл. инженер, Шевчук, Геннадий Павлович, гл. инженер проектов института «Норильскпроект»; Мезенцев, Казбек Тимофеевич, директор горнорудного управления; Каргинов, Казбек Георгиевич, управляющий шахтопроходческим трестом; Мельников, Николай Васильевич, директор, Бронников, Дмитрий Михайлович, ч.-к. АН СССР, зам. директора, Замесов, Николай Фёдорович, зав. лабораторией, сотрудники ИПКОНАН; Жмурко, Пётр Трофимович, зам. МЦМ СССР; Палий, Виктор Дементьевич, зав. лабораторией ВНИИГММД, — за разработку и внедрение прогрессивных технических решений по освоению в короткие сроки Талнахско-Октябрьского полиметаллического месторождения, обеспечивших резкий рост производства цветных металлов на Норильском ГМК
15. Довгопол, Виталий Иванович, директор, Сырейщикова, Вера Ивановна, зав. лабораторией УрНИИЧМ; Гладштейн, Леонид Исаакович, зав. отделом, Кузнецов, Владимир Васильевич, гл. инженер, сотрудники ЦНИПИСМК; Голованенко, Сергей Александрович, директор ИКС; Рудченко, Андрей Викторович, зав. лабораторией, работники ЦНИИЧМет имени И. П. Бардина; Гольдштейн, Михаил Израилевич, зав. кафедрой УПИ имени С. М. Кирова; Пихуля, Иван Андреевич, директор ЧЗМК имени С. Орджоникидзе; Матушкин, Андрей Семёнович, мастер ОХМК; Балдин, Виктор Алексеевич, зав. отделением ЦНИИСК имени В. А. Кучеренко; Жбанов, Александр Михайлович, зав. отделом НПО «Тулачермет», — за разработку и внедрение высокоэффективных строительных сталей с карбонитридным упрочнением для металлоконструкций зданий, сооружений и мостов
16. Есаулов, Александр Трофимович, директор, Шевченко, Павел Сидорович, нач. отдела, Шифрин, Исай Захарович, нач. цеха, работники НДТПК имени К. Либкнехта; Бобовников, Николай Георгиевич, зам. ген. директора По «Электростальтяжмаш»; Ковтушенко, Анатолий Александрович, зав. отделом, Петров, Юрий Васильевич, гл. инженер проекта, сотрудники Электростальского НИПКТИ; Каменский, Леонид Алексеевич, бывший гл. металлург ЭТМ; Вердеревский, Вадим Анатольевич, зав. отделением, Гриншпун, Аркадий Иосифович, зав. отделом ВНИПКИММ; Зинченко, Александр Селиверстович, директор УГИПМЗ; Остренко, Виктор Яковлевич, ч.-к. АН УССР, зав. отделом ВНИКТИТП; Балакин, Валерий Георгиевич, нач. отдела ВПО по производству стальных и чугунных труб, — за разработку и освоение принципиально новой технологии и агрегатов для массового производства высококачественных бесшовных труб
17. Дёминов, Алексей Дмитриевич, руководитель работы, нач. ГУПСМСД при Мосгорисполкоме; Прозоров, Александр Сергеевич, бывший директор завода ЖБИ № 18; Барыкин, Валентин Николаевич, директор СКТБ автоматики и нестандартизированного оборудования; Подлесных, Валентина Александровна, директор, Гусев, Борис Владимирович, Крюков, Борис Иванович, зам. директора, Литвин, Леонид Михайлович, гл. конструктор отдела, Логвиненко, Евгений Алексеевич, зав. отделом КТБ «Мосоргстройматериалы»; Канахистов, Владимир Иванович, директор, Андрианов, Александр Осипович, слесарь опытного механического завода; Комар, Алексей Георгиевич, ректор ВЗИСИ; Михайлов, Константин Васильевич, директор НИИБЖ, — за разработку и внедрение новых методов изготовления сборных ЖБИ на предприятиях строительной индустрии Москвы

- Богомолов, Алексей Фёдорович
- Керимов, Керим Алиевич — за успешное осуществление полётов на пилотируемые орбитальные станции.
- Крюков, Сергей Павлович — за разработку авионики для летательных аппаратов.
- Мосин, Василий Васильевич
- Осташев, Аркадий Ильич — за работу в области космических исследований (создание и внедрение методики испытаний грузовых кораблей «Прогресс»)
- Рябинин, Игорь Алексеевич — за работы по созданию и внедрению комплекса методов обеспечения высокой надёжности оборудования
- Суслов, Револий Михайлович
- Финогенов, Павел Васильевич
- Шамшев, Кирилл Николаевич

### За учебники
1. Василенко, Владимир Харитонович, руководитель работы, академик АМН СССР, зав. кафедрой, Гребенев, Андрей Леонидович, Широкова-Габровская, Ксения Ивановна, профессора, Заикин, Михаил Дмитриевич, доцент, Голочевская, Валентина Сергеевна, Плетнёва, Наталия Георгиевна, ассистенты, Яковлева, Валентина Сергеевна, зав. отделением, сотрудники 1-го ММИ имени И. М. Сеченова; Михайлова, Надежда Даниловна; Кикодзе, Ирина Александровна — за учебник «Пропедевтика внутренних болезней» (1974)
2. Ионкин, Пётр Афанасьевич, руководитель работы, зав. кафедрой, Кухаркин, Евгений Степанович, профессор, Миронов, Владимир Георгиевич, доцент, сотрудники МЭИ; Даревский, Александр Иосифович, бывший доцент ВЗПИ; Мельников, Николай Александрович — за 2-томный учебник «Теоретические основы электротехники» (1976, 2-е издание)
3. Киселёв, Василий Александрович, зав. кафедрой МАДИ, — за учебник «Строительная механика» (1976, 3-е издание)
4. Степанова, Елена Михайловна, ст. н. с., Трушина, Людмила Борисовна, зав. сектором, Иевлева, Зинаида Николаевна, доцент, Костомаров, Виталий Григорьевич, ч.-к. АПН СССР, директор, сотрудники ГИРЯ имени А. С. Пушкина, — за учебник «Русский язык для всех» (1977, 3-е издание)

## 1980

### В области науки
1. Беляев, Владислав Павлович, нач. отделения, Былкин, Владимир Иванович, Скрипченко, Александр Степанович, нач. лабораторий, Гревцев, Николай Васильевич, нач. отдела, Евтюхин, Анатолий Николаевич, ведущий инженер, сотрудники НИИ; Петраш, Георгий Георгиевич, зав. сектором, Исаев, Анатолий Александрович, Казарян, Мишик Айразатович, Маркова, Светлана-Галина Владимировна, мл. н. с. ФИАН имени П. Н. Лебедева; Бурмакин, Владимир Анатольевич — за разработку физических принципов, создание и исследование импульсных лазеров на парах металлов и на их основе оптических систем с усилителями яркости
2. Виноградов, Евгений Александрович, Козлов, Геннадий Викторович, ст. н. с., Прохоров, Александр Михайлович, зав. лабораторией, Ирисова, Наталия Александровна, зав. сектором ФИАН имени П. Н. Лебедева; Гершензон, Евгений Михайлович, зав. кафедрой МГПИ имени В. И. Ленина; Крупнов, Андрей Фёдорович, зав. отделом, Герштейн, Лев Исидорович, ведущий инженер ИПФАН; Мериакри, Вячеслав Вячеславович, зав. лабораторией, Соколов, Андрей Владимирович, зам. директора ИРТЭАН; Голант, Михаил Борисович, нач. отдела, Негирев, Александр Андреевич, нач. сектора, Савельев, Виктор Сергеевич, ст. н. с. НИИ, — за создание субмиллиметровой спектроскопии на основе ламп обратной волны
3. Моисеев, Никита Николаевич, ч.-к. АН СССР, зам. директора, Румянцев, Валентин Витальевич, ч.-к. АН СССР, зав. лабораторией, Петров, Александр Александрович, зав. сектором ВЦ АН СССР; Черноусько, Феликс Леонидович, зав. отделом ИПМАН, — за цикл работ «Динамика тел с полостями, содержащими жидкость» (1950—1975)
4. Горшков, Сергей Георгиевич, руководитель работы, Адмирал Флота Советского Союза, главнокомандующий ВМФ СССР, Алексеев, Владимир Николаевич, адмирал, консультант ВАГШ ВС СССР имени К. Е. Ворошилова; Горшков, Георгий Петрович, Салищев, Константин Алексеевич, зав. кафедрами МГУ имени М. В. Ломоносова; Фалеев, Виктор Иванович, капитан 1 ранга, нач., Серёгин, Михаил Петрович, Чечулина, Елена Павловна, ст. редакторы, Луканова, Лидия Сергеевна, редактор ЦГП ВМФ СССР; Муромцев, Алексей Михайлович, зав. лабораторией ВНИРО; Монин, Андрей Сергеевич, ч.-к. АН СССР, директор ИОАН имени П. П. Ширшова; Погосян, Хорен Петрович, консультант Гидрометцентра СССР; Рассохо, Анатолий Иванович, адмирал, нач. управления МО СССР, — за научный труд «Атлас океанов» (том 1 — «Тихий Океан» и том 2 «Атлантический и Индийский океаны») (1974, 1977)
5. Гиляров, Меркурий Сергеевич, руководитель работы, зав. лабораторией, Криволуцкий, Дмитрий Александрович, ст. н. с. ИЭМЭЖАН имени А. Н. Северцова; Брегетова, Нина Георгиевна, ст. н. с., Ситникова, Лидия Георгиевна, мл. н. с. ЗИАН; Вайнштейн, Борис Аронович, ст. н. с. ИБВВАН; Лившиц, Иссахар Зельманович, зав. отделом ГПБС ВАСХНИЛ; Шалдыбина, Елена Сергеевна, профессор Горьковского ГПИ имени М. Горького; Никитина, Аделаида Дмитриевна, ст. н. с., Буланова, Елизавета Михайловна, бывший ст. н. с. МГУ имени М. В. Ломоносова; Севастьянов, Всеволод Денисович, зав. кафедрой ОГУ имени И. И. Мечникова; Щербак, Галина Иосифовна, ст. н. с. ИЗ АН УССР; Волгин, Всеволод Иванович — за 3-томную монографию «Определитель обитающих в почве клещей» (1975—1978)
6. Соколянский, Иван Афанасьевич, Мещеряков, Александр Иванович — за цикл работ «Теоретическая разработка и практическая реализация психолого-педагогической системы воспитания и обучения слепоглухонемых в СССР» (1956—1974)
7. Волобуев, Владимир Родионович, ч.-к. АН СССР, академик-секретарь АН Азербайджанской СР; Алиев, Спартак Аскерович, ч.-к. АН Азербайджанской ССР, директор ИПА АH Азербайджанской ССР, — за цикл работ «Разработка основ и развитие нового направления науки — энергетики почвообразования» (1973—1978)
8. Комаров, Фёдор Иванович, академик АМН СССР; Сивков, Иван Иванович, зав. кафедрами, Кукес, Владимир Григорьевич, зав. отделом, Ольбинская, Любовь Ильинична, ст. н. с. 1 ММИ имени И. М. Сеченова, Мухарлямов, Нурмухамед Мухамедович, руководитель отдела, Беленков, Юрий Никитич, Пушкарь, Юрий Тимофеевич, ст. н. с. ВКНЦ АМН СССР; Меньшиков, Вадим Владимирович, ректор ГЦИФК; Миррахимов, Мирсаид Мирхамидович, ч.-к. АМН СССР, директор Киргизского НИИК; Малая, Любовь Трофимовна, академик АМН СССР, зав. кафедрой ХМИ, — за разработку и внедрение в медицинскую практику современных методов диагностики начальной стадии сердечной недостаточности, механизмов их развития, профилактики и лечения
9. Примаков, Евгений Максимович, Бугров, Евгений Владимирович, Быков, Олег Николаевич, Гантман, Владимир Израилевич, Максимова, Маргарита Матвеевна, сотрудники ИМЭМО АН СССР; Журкин, Виталий Владимирович, Кременюк, Виктор Александрович, сотрудники ИСК АН СССР; Ким, Георгий Фёдорович, Любченко, Владимир Иванович, сотрудники ИВ АН СССР — за разработку метода и проведение серии ситуационных анализов

### В области техники
1. Садыков, Курбаналий Гулямович, руководитель работы, директор, Стародубцев, Виктор Степанович, гл. технолог, Маматкулов, Карамали, аппаратчик, Хамидов, Вали Абдувахидович, бывший директор Алмалыкского химического завода; Лыков, Михаил Васильевич, зав. директор, Воскресенский, Сергей Константинович, бывший зам. директора НИИУИ имени Я. В. Самойлова; Куприянов, Юрий Иванович, зам. директора, Суетинов, Александр Александрович, нач. сектора ВНИКИ ХМ; Садовский, Георгий Брониславович, руководитель проекта Свердловского филитала ГСИПЗОХП; Алёшин, Андрей Макарович, зам. нач. ВСОХП, — за разработку, освоение и промышленное внедрение техники и технологии переработки бедных фосфатных руд бассейна Каратау на высоконцентрированные удобрения
2. Бродский, Пётр Абрамович, директор Калининского отделения, Киманов, Роальд Викторович, Куповых, Пётр Николаевич, Тальнов, Владимир Борисович, зав. лабораториями, Молчанов, Анатолий Александрович, директор, Фионов, Алексей Илларионович, зам. директора ВНИПКИ ГФИГС; Книшман, Александр Шмульевич, гл. геолог Нежинской экспедиции по геофизическим экспедициям в скважинах треста «Укргеофизразведка»; Сабиров, Равис Лукманович, зам. генерального директора Уфимского ПО «Геофизприбор»; Сулейманов, Салман Магомед оглы, гл. геолог партии Якабагской геофизической экспедиции объединения «Узбекнефтегазразведка»; Юсупов, Мират Зиатдинович, гл. геолог, Кудашев, Павел Михайлович, нач. партии Лениногорской ПГК ГФТ «Татнефтегеоразведка», — за разработку и внедрение в народное хозяйство высокоэффективных и экономичных методов опробования нефтегазоносных пластов и оценки их гидродинамических свойств геофизическими приборами на кабеле
3. Кикоин, Исаак Кушелевич (Константинович), руководитель отделения, Капитонов, Виктор Павлович, ст. н. с., Матвеев, Леонид Иванович, ст. инженер ИАЭ имени И. В. Курчатова; Попов, Тимофей Васильевич, гл. конструктор, Заозерский, Юрий Петрович, зам. гл. конструктора, Ермишин, Анатолий Ефимович, нач. отдела, Сухов, Альберт Григорьевич, Зозин, Владимир Вениаминович, нач. групп, Волков, Геннадий Иванович, конструктор, сотрудники КБ ЗТМ; Прокофьев, Сергей Георгиевич, директор, Орловский, Эварист Иванович, бывший нач. цеха МСЗ; Лысцов, Николай Маркович — за создание, промышленное освоение и внедрение медико-биологической препаративной ультрацентрифуги
4. Башинджагян, Евгений Артёмович, зам. МАП СССР; Исаков, Валентин Иванович, зам. генерального директора, Кацура, Пётр Макарович, директор по экономике и планированию, Карнаухов, Юрий Георгиевич, зам. технического директора, Перевалов, Юрий Николаевич, Шенбергер, Александр Иванович, нач. управлений, Карабин, Александр Владимирович, нач. цеха, Матвеев, Вячеслав Михайлович, мастер цеха, Синельников, Алексей Алексеевич, слесарь, Рымкевич, Ипполит Леонардович, секретарь парткома ВАЗ имени 50-летия СССР; Николаев, Алексей Васильевич, директор Димитровградского автоагрегатного завода; Осипов, Анатолий Карпович, зам. нач. отдела ГК СССР по труду и социальным вопросам, — за создание и внедрение комплексной системы организации производства труда, управления и заработной платы на ВАЗ имени 50-летия СССР
5. Аванесов, Юрий Борисович, Кривогов, Николай Иванович, ст. н. с., Бессарабов, Виктор Игнатьевич, зав. лабораторией, Бузенков, Гавриил Михайлович, академик ВАСХНИЛ, директор, Репчанский, Александр Александрович, зам. зав. лабораторией ВНИИМСХ; Покуса, Алексей Александрович, директор, Кравченко, Алексей Степанович, нач. СКБ — гл. конструктор, Кузьминов, Вадим Георгиевич, зам. нач. СКБ, Кожушко, Дмитрий Игнатьевич, руководитель группы, Русанов, Иван Иванович, нач. бюро корнеуборочных машин Днепропетровского комбайнового завода имени К. Е. Ворошилова; Пруглов, Николай Григорьевич, звеньевой опытного хозяйства «Ленинский путь» Кубанского НИИ по испытанию тракторов и с/х машин, — за разработку и внедрение в производство высокопроизводительных машин РКС-6 РКС-4 для уборки сахарной свёклы в основной и поливной зонах свёклосеяния
6. Акубов, Глеб Самсонович, директор, Герливанов, Евгений Васильевич, гл. инженер, Комаров, Меер Меерович, нач. ЦЛ, Львов, Владимир Михайлович, гл. металлург Ижевского завода ТБМ; Александров, Николай Никитович, зав. отделом, Мирзоян, Генрих Сергеевич, зав. лабораторией, Крянин, Иван Романович, зам. генерального директора, Стрижов, Геннадий Сергеевич, бывший зам. зав. отделом НПО по технологии машиностроения «ЦНИИТМАШ»; Будагьянц, Николай Абрамович, директор Лутугинского ЗПВ; Чичаев, Вячеслав Александрович, гл. инженер ВПО ЦБМ; Шевченко, Авксентий Иванович, ст. н. с. ИПЛ АН УССР; Зорев, Николай Николаевич, ч.-к. АН СССР, — за созданиеи широкое промышленное внедрение комплекса уникального оборудования и принципиально новых технологических процессов производства однослойных и биметаллических изделий ответственного назначения
7. Андреев, Игорь Леонидович, руководитель работы, гл. конструктор установок ДНИКИХМ; Лукьяненко, Владимир Матвеевич, генеральный директор, Баня, Николай Илларионович, бригадир токарей Сумского МСПО имени М. В. Фрунзе; Степанюк, Виталий Андреевич, нач. управления МГП СССР; Соковин, Михаил Дмитриевич, ст. аппаратчик установки, Ясавеев, Хамит Нурмухаметович, нач. установки Оренбургского гелиевого завода; Беньяминович, Осип Александрович, ст. н. с. ВНИИПГ; Лепетюх, Леонид Иванович, гл. инженер проектов ГНИПКИ «ЮжНИИгипрогаз»; Тамарин, Герш Пейсахович, зам. управляющего трестом по монтажу кислородных, криогенных, водородных и гелиевых установок и заводов «Союзкислородмонтаж»; Суров, Пётр Сергеевич, бывший нач. управления строительства «Оренбургэнергострой», — за создание и внедрение установок получения гелиевого концентрата из бедных гелиеносных газов произвордительностью 3 000 000 000 м³ в год по перерабатываемому газу
8. Галицкий, Владимир Александрович, гл. инженер, Григорьев, Яков Николаевич, Подгайский, Юрий Константинович, зав. отделами ЛЦКБ; Дукмасов, Вадим Анатольевич, нач. бюро, Киселёв, Николай Александрович, бригадир судокорпусников Судоремонтного завода в городе Советская Гавань; Окишев, Афанасий Андреевич. гл. конструктор проекта ДВЦКБ; Окольничков, Алексей Анатольевич, нач. отдела ММФ СССР; Небовский, Владимир Анатольевич, капитан, Пилипенко, Анатолий Васильевич, гл. инженер, Радченко, Сергей Ефимович, боцман, Унжин, Виталий Павлович, зам. нач. отдела, работники ДВМП; Круталевич, Николай Иванович, инженер-кораблестроитель, — за разработку и внедрение новой морской каботажной, транспортной системы первозок и технических средств для решения социально-экономических проблем развития производительных сил Дальневосточного бассейна
9. Шавырин, Борис Николаевич, руководитель работы, нач. отдела, Горбенко, Олег Афанасьевич, ст. н. с., Семёнов, Семён Семёнович, зам. гл. инженера, Андреев, Евгений Леонидович, ведущий инженер, Климов, Александр Николаевич, нач. бюро, сотрудники ЦНИИНТИТЭИ; Зарецкий, Василий Васильевич, зав. отделением, Сандриков, Валерий Александрович, ст. н. с. ВНИИКЭХ; Хаютин, Владимир Михайлович, руководитель лаборатории ИОППФ АМН СССР; Пойманов, Анатолий Михайлович, генеральный директор НПО; Михайлов, Вадим Александрович, зав. отделом ВНИИИМТ; Лобов, Борис Иванович, зав. лабораторией Казанского филиала ВНИФТРТИ, — за разработку электромагнитных расходомеров крови, освоение их серийного производства и внедрение в широкую медицинскую практику
10. Доброхотов, Ратмир Борисович, зав. отделом НИПКТИ ПО «Уралэлектротяжмаш» имени В. И. Ленина; Ершов, Роман Николаевич, зам. управляющего ГСТ по монтажу электрооборудования электростанций и подстанций; Остапенко, Станислав Иванович, гл. инженер ЦПЭС ПЭО «Донбассэнерго»; Петерсон, Лев Леонидович, директор ВГПИНИИЭСЭС; Семёнов, Юрий Яковлевич, гл. инженер ГУ по строительству высоковольтных электросетей и подстанций Центра и Юга; Тарасов, Виктор Константинович, зам. генерального директора ЛПО «Электроаппарат»; Тиходеев, Николай Николаевич, ч.-к. АН СССР, зав. лабораторией НИИПТ; Фотин, Владилен Пантелеймонович, директор, Чернышёв, Ной Маркович, зав. отделом ВЭТИ имени В. И. Ленина; Штанько, Леонид Ефимович, гл. технолог ПО «Запорожтрансформатор» имени В. И. Ленина, — за создание и внедрение электропередач нового сверхвысокого класса напряжения 150 кВ, обеспечивших присоединение на параллельную работу с ЕЭС СССР объединённых энергосистем стран — членов СЭВ и выдачу мощности крупных АЭС
11. Аман, Эльмар Арнольдович, нач., Вассил, Хейно Аугустович, гл. инженер ГПУЭЭ Эстонской ССР; Гугалимский, Иосиф Иосифович, бригадир комплексной бригады, Логинов, Павел Александрович, нач. СУ Эстонской ГРЭС, Кожевников, Валентин Александрович, бывший управляющий трестом «Севэнергострой»; Гудкин, Марк Захарович, гл. инженер, Сенчугов, Константин Иванович, директор Эстонской ГРЭС имени 50-летия СССР; Митор, Вячеслав Владимирович, зам. генерального директора НПО имени И. И. Ползунова; Пронин, Владимир Александрович, ст. машинист Прибалтийской ГРЭС имени Ленинского комсомола; Химич, Александр Николаевич, гл. инженер проекта ЛО ВГПИ «Теплоэлектропроект»; Эпик, Ильмар Паулович, вице-президент АН Эстонской ССР, — за сооружение и освоение в ЭССР первых в мире электростанций большой мощности, работающих на местном сланцевом топливе
12. Арсентьев, Валентин Михайлович, Заксон, Михаил Борисович, Мошкунов, Игорь Михайлович, нач. отделов, Данилов, Юрий Иванович, зам. директора, Кулешов, Юрий Павлович, нач. отделения, Краснов, Владимир Александрович, ст. инженер, сотрудники НИИ; Бержатый, Владимир Иванович, Благов, Виктор Дмитриевич, Долгополов, Геннадий Александрович, ст. н. с., Кардашёв, Николай Семёнович, ч.-к. АН СССР, зам. директора, сотрудники ИКИАН; Гвамичава, Алексей Сергеевич, ст. н. с., Соколов, Александр Георгиевич, зав. отделом, сотрудники ЦНИПИСМ, — за создание первого в мире космического радиотелескопа КРТ-10 и проведение с ним экспериментальных работ на борту долговременной орбитальной станции «Салют-6»
13. Аверьянов, Аркадий Алексеевич, нач. отдела, Лебедев, Николай Максимович, гл. специалист Госплана СССР; Чеченя, Леонид Степанович, генеральный директор, Пехтерев, Николай Васильевич, штамповщик Куйбышевского МСПО имени М. В. Фрунзе; Шнепп, Владимир Борисович, гл. конструктор — нач. СКБ по компрессоростроению; Стукалов, Владимир Павлович, конструктор КБ машиностроения; Кутаркин, Борис Львович, нач. СУ «Оргэнергогаз», Поляков, Лев Лазаревич, зам. гл. инженера ВНИПКИРГО; Динков, Василий Александрович, зам. МГП СССР, — за создание принципиально новых блочно-контейнерных агрегатов с авиационным приводом и внедрение их в газовой промышленности СССР
14. Антонов, Сергей Павлович, руководитель работы, нач. отдела ГК СССР по науке и технике; Франценюк, Иван Васильевич, директор, Белянский, Андрей Дмитриевич, Каретный, Зиновий Петрович, нач. цехов НЛМК; Пономарёв, Виктор Иванович, гл. конструктор прокатного оборудования, Панченко, Анатолий Григорьевич, ст. мастер участка НКМЗ; Дружинин, Андрей Николаевич, зав. лабораторией, Житомирский, Борис Ефимович, зав. отделом ВНИПКИММ; Тимофеев, Борис Борисович, академик АН УССР, директор КИА имени XXV съезда КПСС; Фёдоров, Юрий Иванович, гл. конструктор отдела ГСИМЗ; Решмин, Борис Иванович, зав. сектором ВНИПКИКЭПО имени Ф. Б. Якубовского; Коцарь, Сергей Леонидович, доцент ЛПИ, — за разработку новых процессов и машин для производства горячекатаной высококачественной рулонной стали, обеспечивших создание и освоение впервые в мировой практике широкополосового прокатного стана производительностью более 6 000 000 тонн листового проката в год (НШС <200>) на НЛМК.
15. Прокопов, Игорь Владимирович, директор, Алыков, Фарид Абдул-Бакеевич, гл. инженер, Исаев, Александр Иванович, зам. гл. инженера ПАЗ имени 50-летия СССР; Беспалов, Евгений Николаевич, директор, Узких, Юрий Фёдорович, Лопатин, Борис Ильич, нач. отделов НГЗ; Беркетов, Сапарбек Султанович, директор завода, Мальц, Наум Соломонович, зав. лабораторией, Шморгуненко, Николай Степанович, гл. инженер, сотрудники ВНИПИАМЭП; Ни, Леонид Павлович, ч.-к. АН Казахской ССР, зав. лабораторией ИМО АН Казахской ССР; Стяжкин, Анатолий Константинович, нач. отдела ВОАП; Турсунбаев, Турар Балтабаевич, зам. нач. отдела Госплана Казахской ССР, — за создание и промышленное освоение нового способа переработки низкокачественных бокситов, приведшего к расширению сырьевой базы алюминиевой промышленности
16. Алексеев, Владимир Васильевич, управляющий МСТ № 5 Главмостостроя; Бугров, Валерий Николаевич, зам. нач. управления ВОСП «Гидроспецстрой»; Еремеев, Дмитрий Владимирович, гл. инженер СУ «Куйбышевгидрострой» Главзаводспецстроя; Мороз, Павел Кириллович, нач. управления МЭЭ СССР; Литвин, Николай Ильич, зам. МТС СССР; Тульчинский, Михаил Дмитриевич, нач. отдела ВПИНИ «Гидропроект» имени С. Я. Жука; Моисеев, Анатолий Викторович, гл. инженер МСТ № 4 Главмостостроя; Мутафьян, Оник Степанович, гл. инженер проекта ГПИИПИБМ; Тер-Микаэлян, Филипп Михайлович, ст. н. с. ВНИИТС, — за разработку и внедрение новой конструкции и технологии сооружения фундаментов глубокого заложения для мостов и крупных промышленных и энергетических объектов
17. Соколов, Александр Сергеевич, руководитель работы, бывший директор, Метелица, Зинаида Игнатьевна, директор, Алексеева, Валентина Сергеевна, ст. техник-технолог, Великотная, Лариса Петровна, нач. цеха, Гусева, Нина Борисовна, ст. художник, Лебедева, Антонина Николаевна, контролёр-приёмщик, Шальнова, Вера Михайловна, оправщица-чистильщица, Тараева, Тереза Исааковна, бывший нач. лаборатории ЛФЗ имени М. В. Ломоносова, — за создание и внедрение технологии и организацию первого в СССР промышленного производства тонкостенных изделий из костяного фарфора
18. Мелещенко, Василий Иванович, зав. отделом Ленинградского обкома КПСС; Лабецкий, Казимир Игнатьевич, председатель плановой комиссии исполкома городского Ленсовета; Машовец, Василий Иванович, председатель плановвой комиссии исполкома областного Ленсовета; Филатов, Олег Васильевич, генеральный директор ЛОЭП «Светлана»; Комендантов, Николай Иванович, генеральный директор СПО (фирмы) «Детскосельское»; Пашков, Алексей Степанович, директор НИИКСЭ при ЛГУ имени А. А. Жданова; Битунов, Владимир Владимирович, председатель, Шульга, Василий Алексеевич, нач. отдела плановой комиссии исполкома городского Моссовета; Борисов, Леонид Александрович, секретарь МГК КПСС; Строков, Иван Александрович, первый секретарь Кировского райкома КПСС г. Москвы; Бялковская, Вера Сергеевна, директор ИЭПКРНХ г. Москвы; Антипов, Игорь Михайлович, нач. подотдела Госплана СССР, — за разработку и внедрение территориальной системы комплексного экономического и социального планирования развития городов Москвы, Ленинграда и Ленинградской области
19. Айзенберг, Григорий Захарович — за разработку и внедрение антенно-волноводных систем для РЛС
20. Богатский, Алексей Всеволодович — за разработку феназепама, первого отечественного транквилизатора
21. Емельянов, Станислав Васильевич
22. Комиссаров, Виктор Васильевич, Филиппов, Николай Васильевич, Филиппова, Татьяна Ивановна, физики
23. Кормер, Самуил Борисович, физик
24. Коцарь, Сергей Леонидович, ректор ЛГТУ
25. Кошкин, Лев Николаевич
26. Магадеев, Басыр Давлетович, главный геолог производственного объединения «Башкиргеология»; Воробьев В.В.; Попов В.М., Ю.А. Болотин, У.Ю. Давлетбаев, Г.Ю. Мазитов, Г.К. Долматов, Н.В. Матвеев, — за активное участие в открытии новых месторождений цветных металлов, в частности, Октябрьского месторождения, Подольского месторождения, Юбилейного месторождения
27. Пономарёв-Степной, Николай Николаевич
28. Уткин, Владимир Фёдорович
29. Чебриков, Виктор Михайлович
30. Яковлев, Олег Николаевич

### За учебники
Для высших учебных заведений
1. Уманский, Яков Соломонович, бывший профессор, Скаков, Юрий Александрович, зав. кафедрой МИСиС, — за учебник «Физика металлов. Атомное строение металлов и сплавов» (1978)
2. Ильин, Владимир Александрович, зав. кафедрой, Позняк, Эдуард Генрихович, профессор МГУ имени М. В. Ломоносова, — за цикл учебников: «Аналитическая геометрия» (1971; 2-е издание), «Линейная алгебра» (1978; 2-е издание) и «Основы математического анализа» в 2 частях (1971; 3-е издание) и (1973)
3. Шахназаров, Георгий Хосроевич, руководитель работы, зам. зав. отделом ЦК КПСС; Боборыкин, Александр Дмитриевич, ч.-к. АПН СССР, ректор ЛГПИ имени А. И. Герцена; Красин, Юрий Андреевич, проректор АОН при ЦК КПСС; Суходеев, Владимир Васильевич, зам. гл. редактора журнала «Партийная жизнь», — за учебник «Обществоведение» (1978; 16-е издание)

Для профессионально-технических учебных заведений
1. Вышнепольский, Игорь Самуилович, преподаватель Московского ТУ № 30, — за учебник «Техническое черчение (с элементами программированного обучения» (1978; 2-е издание)

Для системы партийной учёбы и экономического образования
1. Остоя-Овсяный, Игорь Дмитриевич (И. Д. Овсянов), руководитель работы, зав. отделом; Богуш, Евгений Юльевич, Исраэлян, Виктор Левонович, Нихамин, Владимир Петрович, профессора, Попов, Виктор Иванович, ректор, Розанов, Герман Леонтьевич, зав. кафедрой, Покровский, Сергей Владимирович, Стратанович, Владимир Феодосьевич, доценты, Степанов, Андрей Иванович, бывший проректор Дипломатической академии МИД СССР; Борисов, Олег Борисович; Громыко, Анатолий Андреевич (В. А. Грачёв), директор ИАфАН, — за учебник «Внешняя политика Советского Союза» (1978; 2-е издание)